# ティレル
ティレル・レーシング（Tyrrell Racing Organization Ltd.、タイレル）は、かつてF1に参戦していたイギリスを本拠とするコンストラクター。創設者はケン・ティレル。全盛期には同国の英雄的ドライバー ジャッキー・スチュワートにより2度のタイトルを獲得し、名門チームとして名を馳せた。また、野心的技術の先駆者でもあった。
若手ドライバーが所属することも多く、ジョディー・シェクター、ミケーレ・アルボレート、ジャン・アレジらが初期のF1キャリアをティレルで過ごした。「ホンダ」と「ヤマハ」がエンジンを供給し、中嶋悟や片山右京、高木虎之介が在籍するなど、日本と縁が深いF1チームであった。

## 沿革

### チーム結成

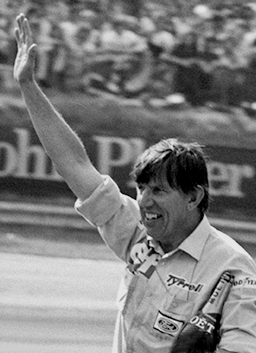
創設者 ケン・ティレル

材木商として成功し、F3レースに参加していたケン・ティレルが1960年にFJチーム「Tyrrell Racing Organization」を結成。クーパーのマイナーフォーミュラチームとして活動し、ジャッキー・スチュワートやジャッキー・イクスらを輩出した。

### 前身

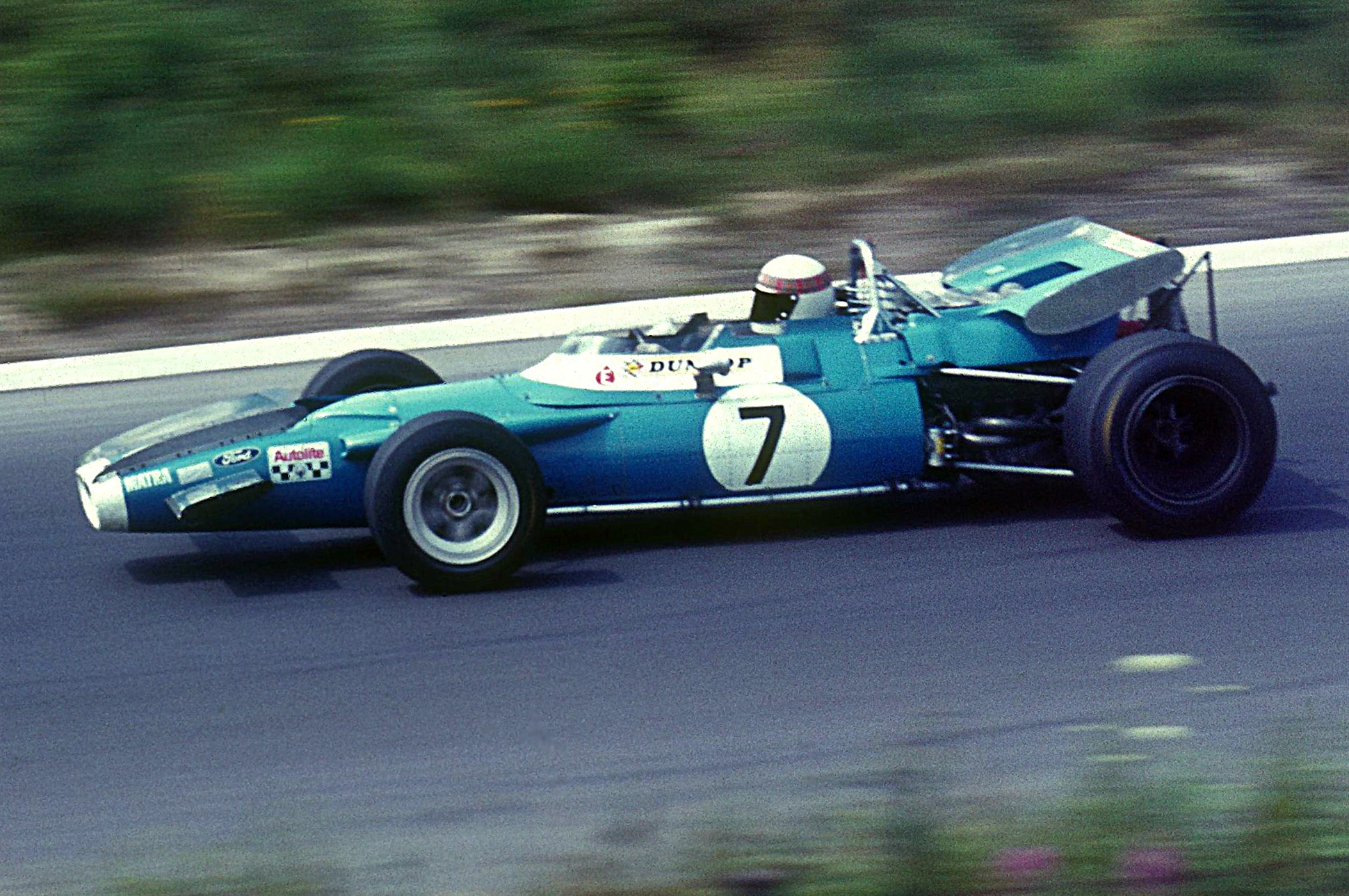
マトラ・MS80

1968年には、マトラがフォード・コスワース・DFVエンジンを使用するセミワークスチーム、マトラ・インターナショナル（Matra International）を発足、ティレルはそのチーム監督として初めてF1に携わった。愛弟子スチュワートを擁して1969年のドライバーズ、コンストラクターズ両タイトルを制覇した。
しかしマトラは、フォードのライバルであるクライスラー傘下のシムカと提携を結んだため、マトラではフォードエンジンが使えなくなる一方で、スチュワートによるテスト走行の結果ではマトラよりコスワースDFVの方がコンペティティブだとの判断もあり、ティレルはマトラと決別し、DFVエンジンを搭載して独自でのF1参戦を決断した。
1970年のシーズン当初はマーチのマシンを使用しつつ、ティレルはマトラのエンジニアだったデレック・ガードナーに新たなシャーシの設計を依頼し、極秘裏にマシンの開発・製造を進めた。

### 1970年代

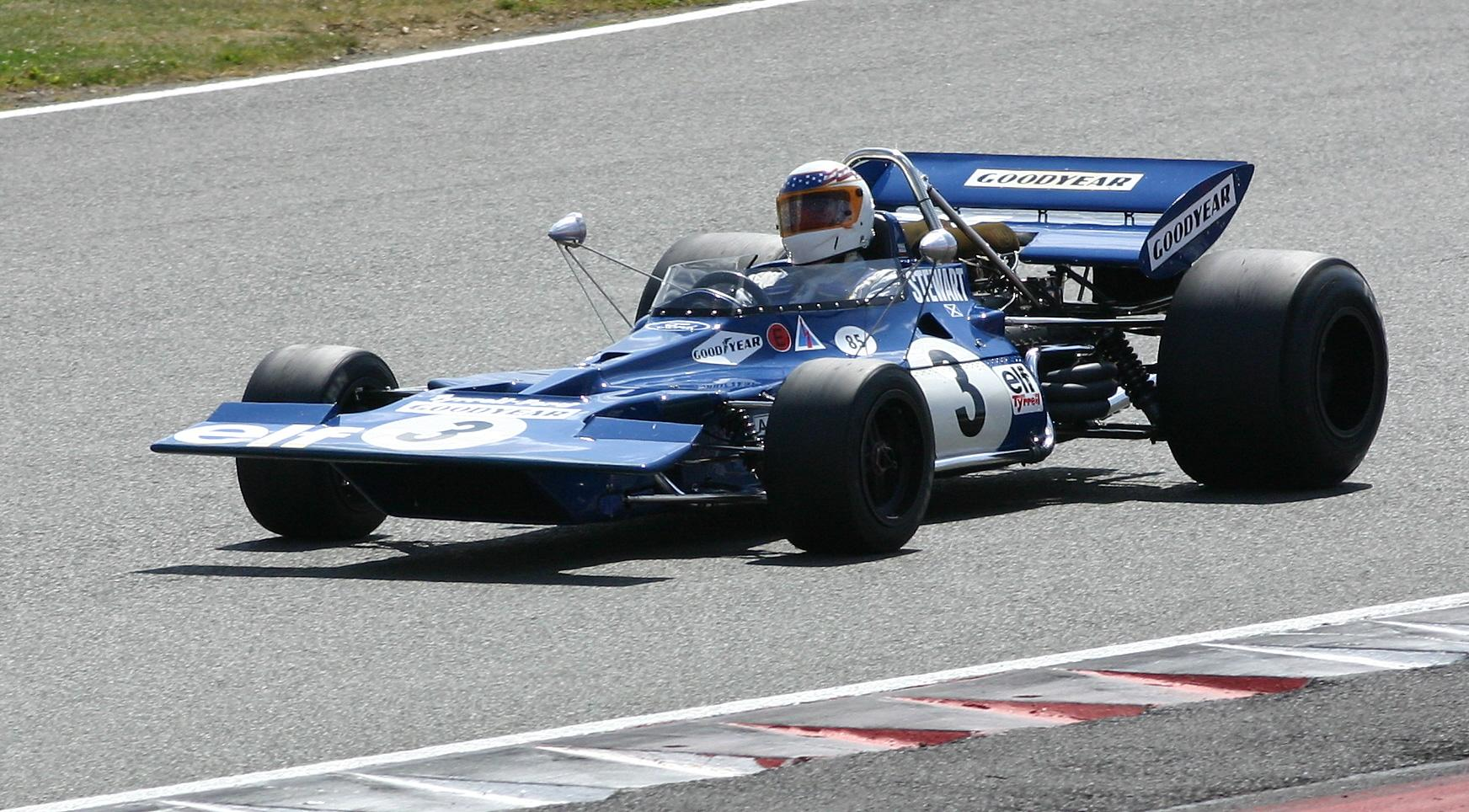
初代製造マシン 001

1970年の第11戦カナダGPで突然オリジナルマシン001を登場させ、その緒戦から優勝争いに加わる高い戦闘力をみせ周囲を驚かせた。続けて1971年シーズンに投入された、スポーツカーノーズを採用した003の実力も本物で、オリジナルマシンによるフル参戦初年度の同年にいきなりダブル・タイトルを獲得し、1973年にも005でスチュワートがチャンピオンを獲得。ケン・ティレルとスチュワートの師弟関係、スチュワートと愛弟子フランソワ・セベールのコンビなど、結束力を武器にF1界の驚異的な新興勢力となる。
しかし、1973年の最終戦アメリカGPの予選でセベールが事故死し、翌日の決勝レースがちょうどF1参戦100レース目となるのを機に現役引退を決めていたスチュワートだったが、決勝レースへの出走を取り止めるとそのまま引退した（そのためスチュワートのF1参戦数は99である）。
両ドライバーを失ったことで破竹の勢いは消えたが、ジョディー・シェクターが移籍加入し新エースとなり、パトリック・ドゥパイエと共に優勝戦線で活躍した。1974年は新たにウイングノーズとなった007を第5戦スペインGPから投入、シェクターはモナコGPで2位に入ると、次のスウェーデンGPで優勝。同年はイギリスGPにも勝利し、翌1975年の南アフリカGPと合わせて007は通算3勝を数えた。

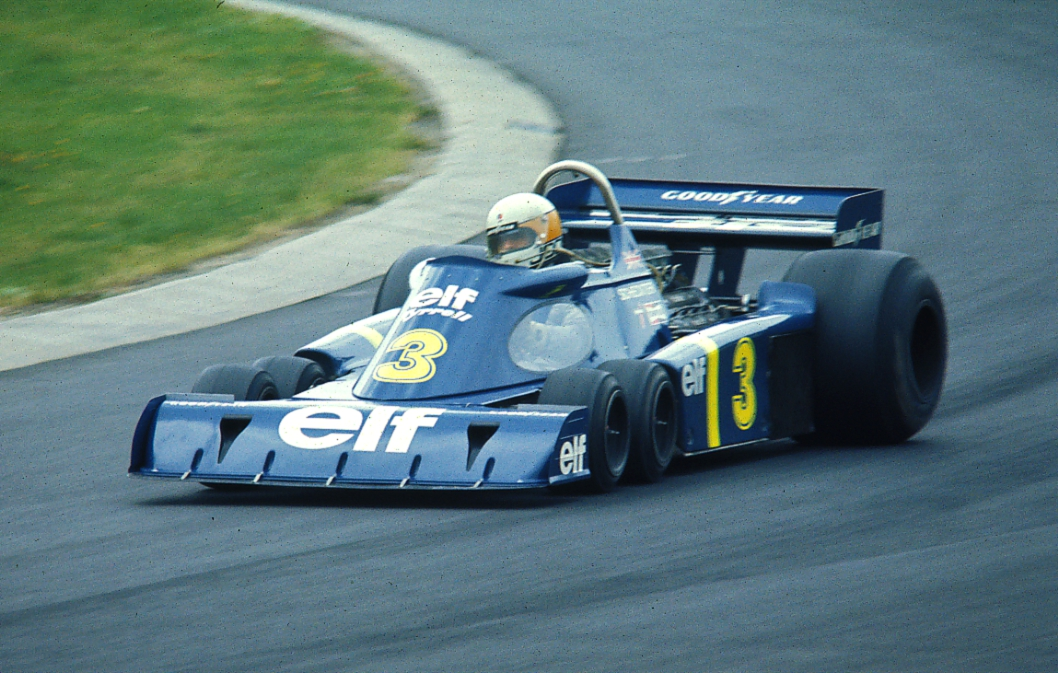
F1界初の6輪車 P34

1976年には日本でも有名な6輪車P34を登場させ、再びF1界を驚かせる。だが周囲の好奇の目をよそに、P34は投入直後から確かな戦闘能力を発揮した。デビュー3戦目のモナコGPでニキ・ラウダのフェラーリに次ぐ2・3位、次戦スウェーデンGPではワン・ツーフィニッシュし、コンストラクターズ・ポイントで3位を獲得した。
1977年には移籍で去ったシェクターに替わってロニー・ピーターソンが加わりドゥパイエとコンビを組み、新たにシティコープがメインスポンサーとなったが、ティレルのためだけに作られている6輪車用のタイヤ開発が滞るなどして成績は下降した。ピーターソンは1年でロータスへと移籍することになり、新人ディディエ・ピローニがエルフからの推挙もあり加入することになった。
1978年はP34を諦め、オーソドックスなマシン008を投入。ドゥパイエがモナコGPを制したが、この年を最後にエルフとシティコープの両スポンサーが撤退、またシャシー開発能力に優れたドゥパイエがリジェへ移籍するなどした後のチームの戦力は凋落傾向となった。

### 1980年代
1980年代に入るとターボエンジンへの移行に乗り遅れ、苦戦を強いられた。しかし、ミケーレ・アルボレートが健闘し、DFVエンジンで1982年最終戦のラスベガスと1983年のデトロイトの市街地コースで2勝を挙げた。1983年の勝利はチームの最終勝利であると共に、F1界に一時代を築いた名機DFVエンジンの最後の勝利にもなった。アルボレートはティレルでの活躍をエンツォ・フェラーリに認められ、フェラーリへの移籍が決定。この年限りでティレルを去った。アルボレートの穴を埋めるべく、翌年に向けてマクラーレンのシートを失ったジョン・ワトソンに声を掛けたが、ワトソンから「ベテランになってから非力なマシンで下位からスタートするのはきついよ」と断られたため、F2チャンピオンとなったジョナサン・パーマーや、イギリスF3でアイルトン・セナとチャンピオン争いをしたマーティン・ブランドルなどイギリスの若手との交渉を試みた。
1984年は、新人マーティン・ブランドルとドイツの若手ステファン・ベロフという2人のルーキーを抜擢した。アメリカ東GPでブランドルが2位、雨のモナコGPではベロフがフェラーリを抜き3位に入るなどターボ勢に食い込む健闘を見せた。ブランドルはクラッシュで足を骨折したため、代役にステファン・ヨハンソンを起用。しかし後に、車検でティレルのマシンに「水タンク事件」が発覚しチームには1984年シーズンからの失格が通告され、全成績・全ポイントを剥奪された。
1985年は開幕を前年同様、フォードDFVエンジンを積んだ012で迎えるが、シーズン途中からルノーターボエンジンを搭載した014を投入する。このティレルの「ターボ化」により、F1に参戦する全てのマシンがターボエンジン搭載マシンとなり、ターボ・エンジン隆盛の象徴的な出来事となった。しかしティレルの成績はターボ・エンジン獲得後以後も平凡なリザルトが続いた。ドライバーはブランドルとヨハンソンで始まったシーズンだったが、ヨハンソンは開幕戦を終えるとフェラーリに引き抜かれ、開幕戦を欠場後に復帰したベロフは9月にF1と並行して参戦していたWECのスパ1,000kmでのレース中にオー・ルージュでクラッシュし命を落としたため、ベロフの後任には国際F3000で初優勝を挙げるなど頭角を現していたイヴァン・カペリを起用しティレル014でF1デビューさせると、カペリは2戦目の最終戦オーストラリアGPで4位に入賞する健闘を見せた。
1986年は前年とほぼ変わらぬマシンをブランドルと、エルフとルノーからの推挙で加入したフィリップ・ストレイフが駆り、シーズン途中に改良版である015シャシーも投入されたが、最高位は最終戦オーストラリアGPで記録したブランドルの4位が精一杯であった。同年をもって3年契約を終えたブランドルはチームを去りザクスピードへと移籍した。
1987年、ブランドルが去った空席にはザクスピードからジョナサン・パーマーが移籍加入し、結果的にトレードのような形になり在籍2年目となるストレイフとコンビを組んだ。レギュレーションで2年後のターボ・エンジン禁止が決定したことを背景に、ティレルは他チームより先に自然吸気エンジンへ回帰することを決断。フォード・コスワース・DFZエンジン（3000ccのDFVを3500ccへ排気量アップ）に搭載エンジンを変更した。パーマーとストレイフは共に安定した走りを見せ、自然吸気エンジン搭載車を対象としたドライバーズ（ジム・クラークカップ）、コンストラクターズ（コーリン・チャップマンカップ）の両タイトルを獲得した。シーズン終了後にストレイフはAGSへと移籍した。
1988年、新人ジュリアン・ベイリーを起用しパーマーとイギリス人コンビとなる。しかしベネトンやレイトンハウス・マーチなどティレルより良いシャシーデザイナーを擁するチームが自然吸気エンジンに移行してくると、相対的にティレルの成績は下がった。ベイリーは度々予選落ちを喫するなど苦戦の年となった。
1989年、F1でのターボ・エンジンが全面禁止になり、同時にフェラーリからハーベイ・ポスルスウェイトをデザイナーとして迎え入れたことにより、ティレルは再浮上のきっかけを掴んだ。

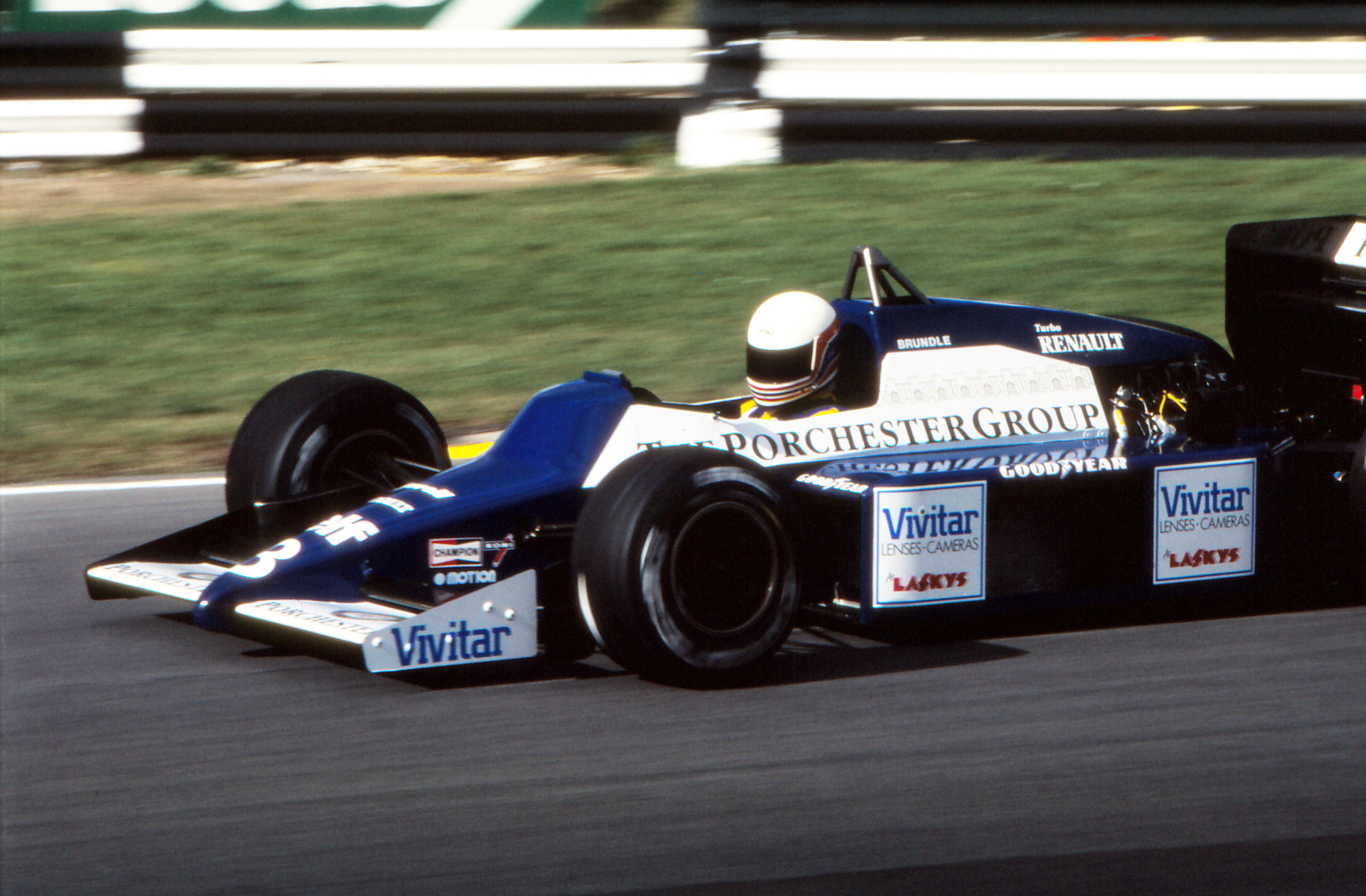
チーム最初のターボ搭載マシン 014

フロント・サスペンションのダンパーを通常の2本から1本に変更した「モノショック」を採用した018は、非力ながら軽量なコスワース・DFRエンジンと合わせ軽快な操縦性を備えていた。メキシコGPでは、6年ぶりにフェラーリから戻ってきたミケーレ・アルボレートが3位表彰台へ上がり、018のポテンシャルの高さを証明した。第7戦のフランスGPからキャメルのスポンサーを得たため、マールボロの支援を受けていたアルボレートが離脱し、代わりに国際F3000でチャンピオン争い中だった新人ジャン・アレジが起用され、F1デビューレースで4位に入賞し注目を浴びる。アレジがタイトル獲得を熱望していたF3000に出場する際の代役としてジョニー・ハーバートも018をドライブしたが、足の負傷を抱えており結果が残せなかった。シーズン終了後、3年契約を全うしたパーマーがマクラーレン・ホンダとテストドライバー契約を結び移籍していった。

### 1990年代
1980年代末から1990年代前半まで、バブル景気を背景にジャパン・マネーがF1界に流れ込んだ。ティレルは日本のドライバー、エンジンメーカー、スポンサーを積極的に導入し、体制の強化を目指した。水面下ではマクラーレンのジュニア・チーム化をロン・デニスが目論んでおり、1990年秋に決定するホンダV10エンジンの獲得もマクラーレンからの譲渡であった。デニスの手引きで1990年からロスマンズをメインスポンサーにしようと交渉したが、ケン・ティレルが破談にしてしまった。デニスによるチームの実質上買収、ジュニアチーム化を最終的にはケン・ティレルが嫌がり、決裂に至った。なお、ロスマンズとのスポンサー交渉破談後も、デザイナーのジャン＝クロード・ミジョーが白とロイヤルブルーのカラーリングを気に入っていたため、ケン・ティレルを説得しそのままカラーを変えずに参戦した。

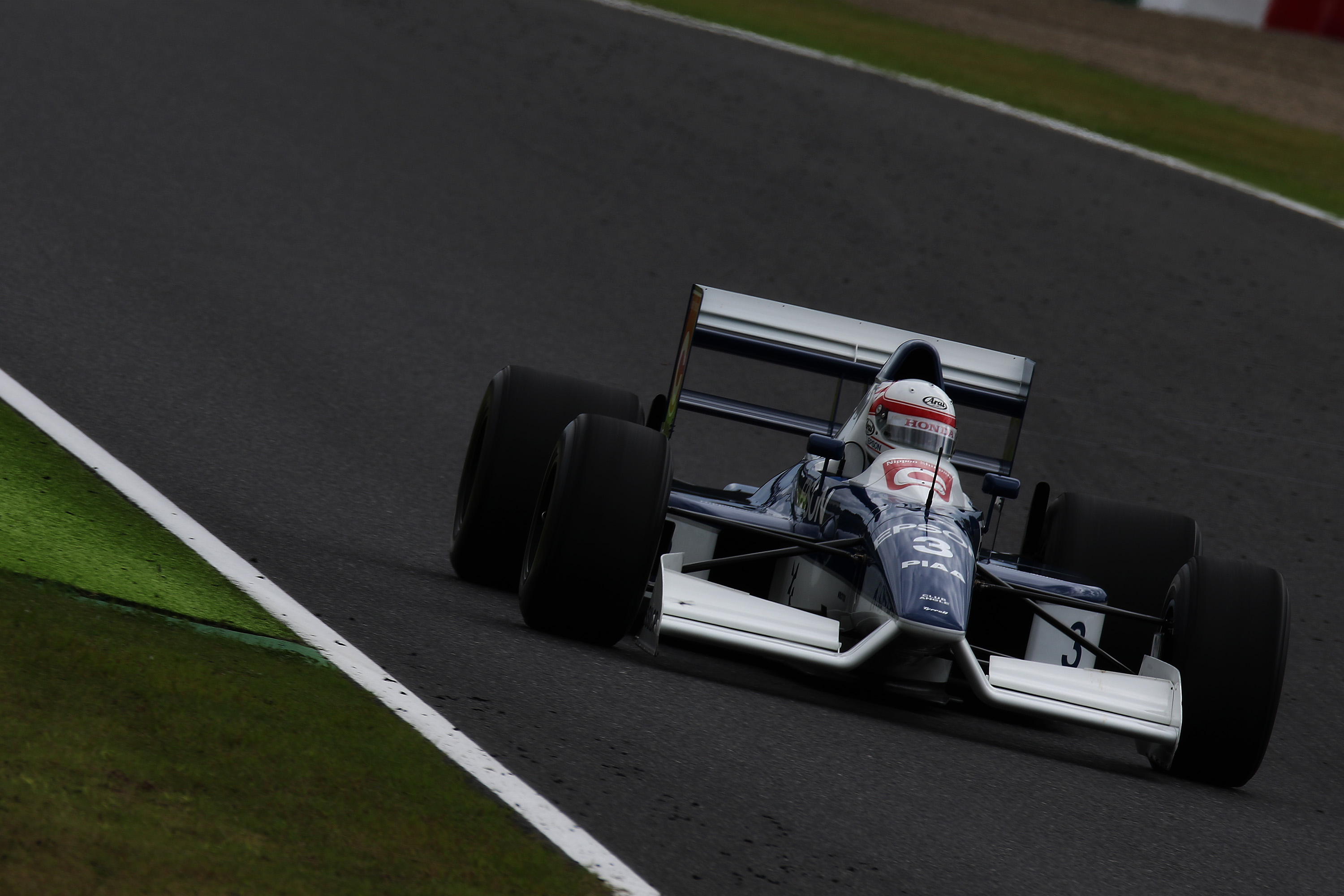
F1界初のハイノーズ型マシン 019

1990年、ポスルスウェイトがデザインし、中嶋悟とジャン・アレジがドライブした019は、以後F1のスタンダードとなるハイノーズやアンヘドラル・ウイングと呼ばれるアイデアを実現したものであった。また開幕戦の直前にタイヤを参戦以来使用していたグッドイヤーからピレリへ変更し、アイルトン・セナらとバトルを繰り広げたアメリカGPとモナコGPでアレジが2位を獲るなど荒れた路面では強みとなったが、シーズン全般でタイヤパフォーマンスの低さに苦しんだ。中嶋もコンスタントに入賞を重ね、アレジと中嶋の2人で計16ポイントを獲得した。
1991年にはブラウンがメインスポンサーとなり、前年マクラーレンのダブルタイトル獲得の原動力となったホンダV10エンジン（ホンダRA101E）の供給を受け、大きく期待されるシーズンとなった。初戦のアメリカGPでは、フェラーリに移籍したアレジに代わって加入したステファノ・モデナと中嶋がダブル入賞を果たしたほか、サンマリノGPではモデナと中嶋が中盤まで3位、4位を維持し、カナダGPでモデナが2位になる活躍もあったが、ほぼ019から改良されていなかったシャシーとホンダV10エンジンとの重量バランスが悪く、そのしわ寄せを受けた駆動系のトラブル多発にも苦しんだ。またピレリタイヤも安定した性能を発揮せず、夏場以降は下位に低迷し12ポイントの獲得に留まった。メインスポンサーのブラウンとホンダのエンジン供給はこの年のみで終了し、中嶋はこの年をもって現役を引退。モデナもこの年躍進した新興チームジョーダンへと去った。
中嶋引退に伴う日本企業の撤退（ただしカルビーとクラブアングルはスポンサーを継続）も響き資金難となり、エンジンもドライバーも失ったため参戦危機さえ報じられる状況に陥った。そこで、F3000トップチームとなっていたイル・パローネ・ランパンテのイタリア人オーナー、ジュゼッペ・チプリアーニへのチーム売却が試みられたが、ファクトリーを含むすべての買収を望んだチプリアーニと、ファクトリーだけは保持したかったケン・ティレルで折り合いがつかず破談となった。ドライバーも失っていた為、F3000でタイトルを争ったクリスチャン・フィッティパルディと、買収交渉をしたバローネ・ランパンテF3000所属のアレッサンドロ・ザナルディと交渉する。しかしフィッティパルディはミナルディに取られ期待したブラジルスポンサーも逃してしまった。シートが未定だったエマニュエル・ピロやマウリシオ・グージェルミン、F3000ドライバーのハインツ＝ハラルド・フレンツェンとの交渉もチーム状態の悪さから破談。エンジンだけは12月中にレイトンハウスとの契約を急遽打ち切ることになったイルモアV10エンジンとの契約に成功した。
1992年、2月にFIAが発表したエントリーリストでティレルはオリビエ・グルイヤールとザナルディの2名が記されていたが、開幕直前におよそ4億円のスポンサー資金を持つアンドレア・デ・チェザリスがティレルのシート獲得を希望。資金が欲しいティレルはザナルディとの仮契約を破棄し、デ・チェザリスとグルイヤールでの本参戦となった。シャシーは前年の020をイルモアエンジン用にモディファイしただけの020Bであったが、前年のホンダよりも小型・軽量なイルモアエンジンを搭載となったマシンはシャシーバランスを回復させ、また駆動系のトラブルも大幅に減った。デ・チェザリスは健闘し年間8ポイントを獲得した。財政面では、グルイヤール（エルフ、マルボロ等）とデ・チェザリス（マールボロ、P&G）の持参金により何とか同年シーズンを終えることができた。

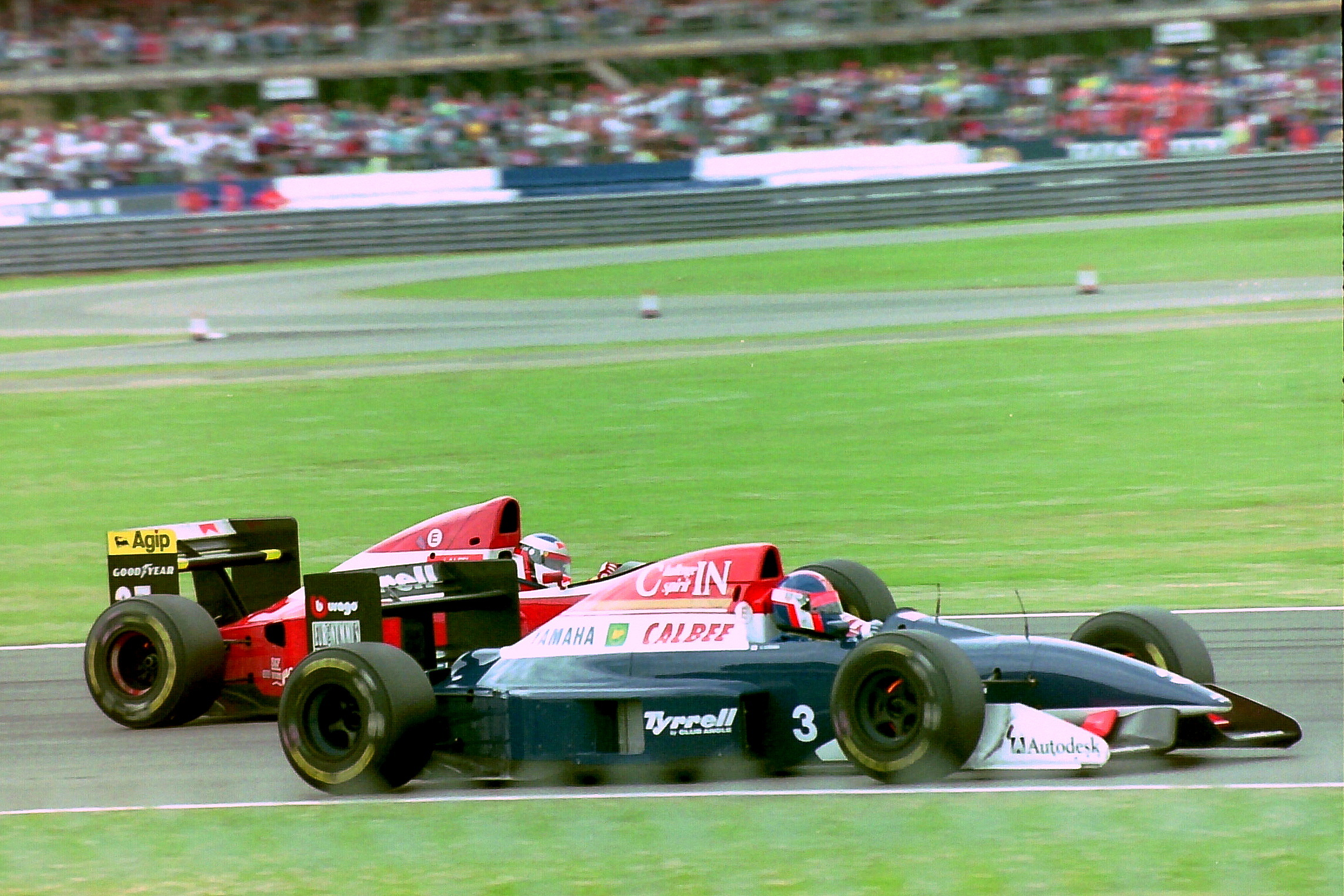
最初のヤマハエンジン搭載マシン 020C

1993年ラルースより片山右京が移籍。この年から4年間ヤマハからV10エンジンの供給を受け、片山の加入により日本たばこ産業（キャビン）など日本企業のスポンサーも獲得して資金事情は改善されたが、ハイテク化競争の開発費には十分ではなかった。シーズン中盤まではすでに3年落ちのシャシーとなる020Cでの参戦が続き、フランスGPにてようやく投入されたニューシャシー021も戦闘力を持たず、年間ノーポイントに終わった。
1994年はメインスポンサーがない状況は変わらなかったが、支援を継続していたスポンサーである日本たばこ(JT)がブランドをキャビンからマイルドセブンへと変更したことから、チームカラーが白と爽やかなブルーの配色となった。同年は開幕前からのハイテク禁止レギュレーションと、第3戦サンマリノGPでのセナの死亡事故以後に車体レギュレーションが変更されたが、同年用のマシン022はしばしば上位を掻き回す活躍を演じた。特に片山は予選で度々上位に進出し、ドイツGPの序盤では2位を走行した。またスペインGPではティレルにとって1991年カナダGP以来、ヤマハエンジンにとってはF1初となる表彰台(3位)をマーク・ブランデルが獲得した。上位を走行しながらマイナートラブルで好機を逸する場面も多かったが年間13ポイントを得た。ヤマハエンジンは頻繁なアップデートにより通常想定される年間の伸び幅を大幅に上回るパワーアップを果たしたが、後半戦はパワーアップによる弊害でトラブルが増えた。
1995年は、片山のチームメイトにミカ・サロを迎え、サロの母国フィンランドの携帯通信企業であるノキアがメインスポンサーとなった。ハイドロリンクサスペンションを搭載した023を投入したが、期待に反して熟成に手間取り、元の仕様に戻すなど5ポイントの獲得と低迷した。ポルトガルGPでは片山がスタート直後に大クラッシュを起こし、その次戦のヨーロッパGPではテストドライバーのガブリエル・タルキーニが代役で出場した。ノキアはこの年のみでスポンサーを撤退した。
1996年には重量95kgといわれる超軽量コンパクトなヤマハ・OX11Aエンジンを搭載するも信頼性・パワーとも不足であり、ドイツGPでは空気抵抗を減らすため全輪にフロントタイヤを装着するという奇策にトライした。メインスポンサーが無い状況では十分な開発とテストが出来ずに、年間5ポイントに終わった。この年をもってヤマハエンジンとの契約が終了し、翌年以降は再びフォード・コスワースのカスタマーエンジンを使用する事になる。4年在籍した片山右京はミナルディへ移籍した。

### 消滅

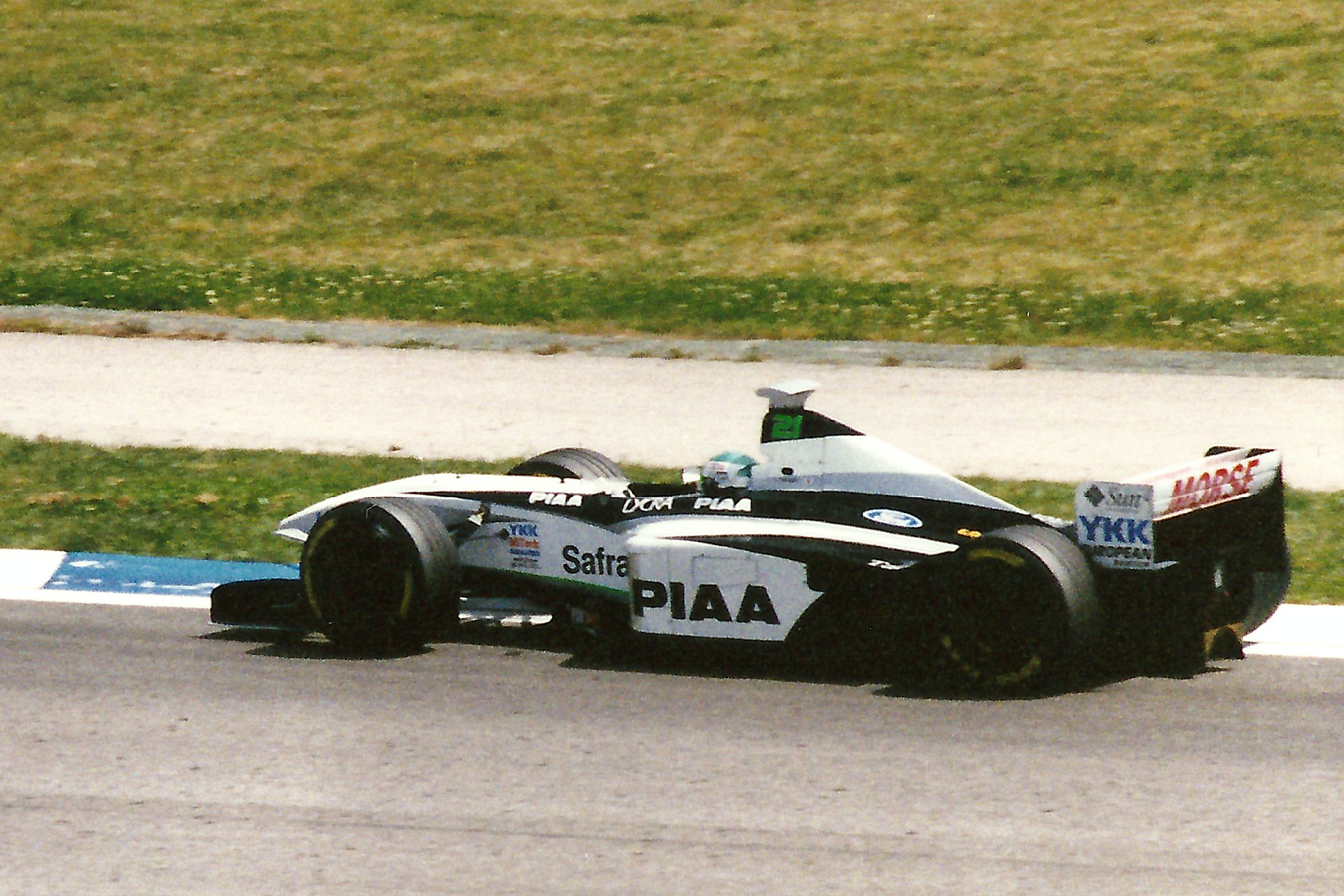
高木も乗車した最後のマシン 026 (1998年)

1997年にはチームとして「ティレル2000」と銘打ち「2000年までに勝利とチャンピオンを獲得する」プロジェクトを立ち上げ中嶋企画と提携。中嶋企画代表である中嶋悟をスポーティング・ディレクターに起用した。また高木虎之介とテストドライバー契約を結び、日本からの資金導入でチームの活性化を図った。エンジンは既に当時のF3000用エンジンにすら劣るほどパワーが乏しいものの、信頼性のあるフォードEDエンジンに変更されたが、モナコグランプリでミカ・サロが他のチームのリタイアに助けられ5位入賞した以外はノーポイントに終わり、これがティレルとして最後の入賞となった。またダウンフォース不足を少しでも補おうと、シーズン途中でサイドポンツーンの上にウイングを取り付け「Xウイング」と呼ばれた。
1998年のシーズン前に、ブリティッシュ・アメリカン・タバコ (BAT) などによるチーム買収が発表された。この買収は新チームブリティッシュ・アメリカン・レーシング (B・A・R) の参戦権確保を主目的にしたもので、一部の人材を除いてティレルの資産は引き継がれなかった。チーム代表にはB・A・Rのクレイグ・ポロックが就任し、高木とリカルド・ロセットをレギュラードライバーに起用したが、ケン・ティレルは望んでいたヨス・フェルスタッペンが正ドライバーに起用されなかったことに怒り（他にもノルベルト・フォンタナとの契約が成立していたが、裁判の末に無効という裁定がくだされたとの説もある）、チームを離脱した。ポスルスウェイトやマイク・ガスコインら主要スタッフも相次いで離脱し、開発資金が乏しい上に、スペインGPよりXウイングが禁止されたためエアロダイナミクスのバランスが崩れてしまった。
こうしてテールエンダーとして同年下位を走り続け、ポイントも獲得することなくティレルはその歴史に幕を下ろし、翌1999年よりB・A・Rへと移行した。ティレル公式サイトの、別れを告げるあいさつの文末には、「sayonara（さよなら）」と記されていた。

### F1撤退後

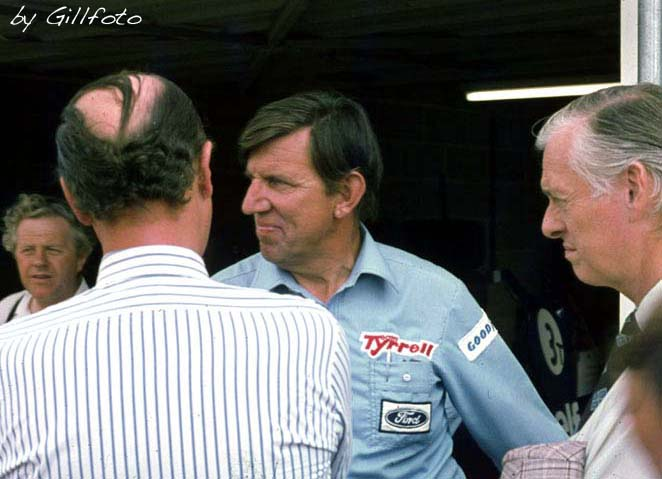
ピットにて（中央：ケン・ティレル）

ポスルスウェイトはホンダのワークス参戦計画に参加し、ホンダ・レーシング・ディベロップメント (HRD) でホンダ・RA099をデザインしたが、 1999年にテストで訪れていたスペインバルセロナで急逝、2001年にはチーム創設者のケン・ティレルもすい臓癌で死去した。
ケン・ティレルの死去から数年後、ケンの遺族やジャッキー・スチュワートら元ティレル・レーシング関係者達は、競売に掛けられていたティレルの初期F1マシンのいくつかを買い戻し、「チーム・ティレル」という事業とティレルミュージアムを設立した。現在は各地のヒストリックカーイベントに参加し、ティレル・001を始めとする初期の名マシンのデモ走行などを行っている。
その後、B・A・Rはホンダ、ブラウンを経て、現在はメルセデスとして参戦している。また、チームが「ブラウンGP」に変わった際、代表のロス・ブラウンは「ティレル」を復刻させることを考えていたことを明らかにしている。

## 変遷表
| 年     | エントリー名 | 車体型番                               | タイヤ | エンジン               | 燃料・オイル | ドライバー | ランキング        | 優勝数 |
| ------ | --- | -------------------------------------- | ------ | ---------------------- | ------------ | --- | ----------------- | ------ |
| 1968年 | マトラ・インターナショナル（ティレル）                                                                                        | マトラ・MS9 マトラ・MS10               | D      | フォードDFV            | エルフ       | ジャッキー・スチュワート ジョニー・セルボ＝ギャバン ジャン＝ピエール・ベルトワーズ                                                    | 3                 | 3      |
| 1969年 | マトラ・インターナショナル（ティレル）                                                                                        | マトラ・MS10 マトラ・MS80 マトラ・MS84 | D      | フォードDFV            | エルフ       | ジャッキー・スチュワート ジャン＝ピエール・ベルトワーズ ジョニー・セルボ＝ギャバン                                                    | 1                 | 6      |
| 1970年 | ティレル・レーシング・オーガニゼーション                                                                                      | マーチ・701 ティレル・001              | D F G  | フォードDFV            | エルフ       | ジャッキー・スチュワート フランソワ・セベール ジョニー・セルボ＝ギャバン                                                              | -                 | 0      |
| 1971年 | エルフ・チーム・ティレル | 001, 002, 003                          | G      | フォードDFV            | エルフ       | ジャッキー・スチュワート フランソワ・セベール ピーター・レブソン                                                                      | 1                 | 7      |
| 1972年 | エルフ・チーム・ティレル | 002, 003, 004 005, 006                 | G      | フォードDFV            | エルフ       | ジャッキー・スチュワート フランソワ・セベール パトリック・デパイユ                                                                    | 2                 | 4      |
| 1973年 | エルフ・チーム・ティレル * Blignaut Lucky Strike Racing (004)                                                                 | 005, 006                               | G      | フォードDFV            | エルフ       | ジャッキー・スチュワート フランソワ・セベール エディー・ケイザン クリス・エイモン                                                     | 2                 | 5      |
| 1974年 | エルフ・チーム・ティレル * Blignaut Embassy Racing (004)                                                                      | 005, 006 007                           | G      | フォードDFV            | エルフ       | ジョディー・シェクター パトリック・デパイユ エディー・ケイザン                                                                        | 3                 | 2      |
| 1975年 | エルフ・チーム・ティレル * Lexington Racing (007)                                                                             | 007                                    | G      | フォードDFV            | エルフ       | ジョディー・シェクター パトリック・デパイユ イアン・シェクター ジャン＝ピエール・ジャブイーユ ミシェル・ルクレール                    | 4                 | 1      |
| 1976年 | エルフ・チーム・ティレル * Scuderia Gulf Rondini (007) * OASC Racing Team (007) * Heros Racing (007) * Lexington Racing (007) | 007 P34                                | G      | フォードDFV            | エルフ       | ジョディー・シェクター パトリック・デパイユ イアン・シェクター アレッサンドロ・ペゼンティ＝ロッシ オット・ストゥッパッシャー 星野一義 | 3                 | 1      |
| 1977年 | エルフ・チーム・ティレル * Muritsu Racing Team (007)                                                                          | P34/2                                  | G      | フォードDFV            | エルフ       | ロニー・ピーターソン パトリック・デパイユ 高橋国光                                                                                    | 6                 | 0      |
| 1978年 | エルフ・チーム・ティレル | 008                                    | G      | フォードDFV            | エルフ       | パトリック・デパイユ ディディエ・ピローニ                                                                                             | 4                 | 1      |
| 1979年 | キャンディ・ティレル・チーム チーム・ティレル                                                                                 | 009                                    | G      | フォードDFV            | エルフ       | ディディエ・ピローニ ジャン＝ピエール・ジャリエ ジェフ・リース デレック・デイリー                                                     | 5                 | 0      |
| 1980年 | キャンディ・ティレル・チーム                                                                                                  | 009 010                                | G      | フォードDFV            | エルフ       | ジャン＝ピエール・ジャリエ デレック・デイリー マイク・サックウェル                                                                    | 6                 | 0      |
| 1981年 | ティレル・レーシング・チーム                                                                                                  | 010 011                                | M A G  | フォードDFV            | バルボリン   | エディ・チーバー ケビン・コーガン リカルド・ズニーノ ミケーレ・アルボレート                                                           | 9                 | 0      |
| 1982年 | チーム・ティレル | 011                                    | A      | フォードDFV            | バルボリン   | ミケーレ・アルボレート スリム・ボルグッド ブライアン・ヘントン                                                                        | 6                 | 1      |
| 1983年 | ベネトン・ティレル・チーム | 011 012                                | G      | フォードDFY            | バルボリン   | ミケーレ・アルボレート ダニー・サリバン                                                                                               | 7                 | 1      |
| 1984年 | ティレル・レーシング・オーガナイゼイション                                                                                    | 012                                    | G      | フォードDFY            | シェル       | マーティン・ブランドル ステファン・ベロフ ステファン・ヨハンソン マイク・サックウェル                                                 | -（水タンク事件） | 0      |
| 1985年 | ティレル・レーシング・オーガナイゼイション                                                                                    | 012 014                                | G      | フォードDFY ルノーEF15 | エルフ       | マーティン・ブランドル ステファン・ベロフ ステファン・ヨハンソン イヴァン・カペリ フィリップ・ストレイフ                              | 9                 | 0      |
| 1986年 | データ・ジェネラル・チーム・ティレル                                                                                          | 014 015                                | G      | ルノーEF15、EF15B      | エルフ       | マーティン・ブランドル フィリップ・ストレイフ                                                                                         | 7                 | 0      |
| 1987年 | データ・ジェネラル・チーム・ティレル                                                                                          | DG016                                  | G      | フォードDFZ            | エルフ       | ジョナサン・パーマー フィリップ・ストレイフ                                                                                           | 6                 | 0      |
| 1988年 | ティレル・レーシング・オーガナイゼイション                                                                                    | 017                                    | G      | フォードDFZ            | エルフ       | ジョナサン・パーマー ジュリアン・ベイリー                                                                                             | 8                 | 0      |
| 1989年 | ティレル・レーシング・オーガナイゼイション                                                                                    | 017B 018                               | G      | フォードDFR            | ユニパート   | ジョナサン・パーマー ミケーレ・アルボレート ジャン・アレジ ジョニー・ハーバート                                                       | 5                 | 0      |
| 1990年 | ティレル・レーシング・オーガナイゼイション                                                                                    | 018 019                                | P      | フォードDFR            | エルフ       | 中嶋悟 ジャン・アレジ | 5                 | 0      |
| 1991年 | ブラウン・ティレル・ホンダ | 020                                    | P      | ホンダRA101E           | シェル       | 中嶋悟 ステファノ・モデナ | 6                 | 0      |
| 1992年 | ティレル・レーシング・オーガナイゼイション                                                                                    | 020B                                   | G      | イルモア2175B          | エルフ       | アンドレア・デ・チェザリス オリビエ・グルイヤール                                                                                     | 6                 | 0      |
| 1993年 | ティレル・レーシング・オーガナイゼイション                                                                                    | 020C 021                               | G      | ヤマハOX10A            | エルフ       | アンドレア・デ・チェザリス 片山右京                                                                                                   | 13                | 0      |
| 1994年 | ティレル・レーシング・オーガナイゼイション                                                                                    | 022                                    | G      | ヤマハOX10B            | BP           | 片山右京 マーク・ブランデル | 7                 | 0      |
| 1995年 | ノキア・ティレル・ヤマハ | 023                                    | G      | ヤマハOX10C            | Agip         | 片山右京 ミカ・サロ ガブリエル・タルキーニ                                                                                            | 9                 | 0      |
| 1996年 | ティレル・ヤマハ | 024                                    | G      | ヤマハOX11A            | エルフ       | 片山右京 ミカ・サロ | 8                 | 0      |
| 1997年 | ティレル・レーシング・オーガナイゼイション                                                                                    | 025                                    | G      | フォードED             | エルフ       | ミカ・サロ ヨス・フェルスタッペン | 10                | 0      |
| 1998年 | ティレル | 026                                    | G      | フォードZETEC-R        | エルフ       | リカルド・ロセット 高木虎之介 | 10                | 0      |

*枝がついているチームに車体を供給（括弧内に供給した車体の型番を記載）

*斜体になっているドライバーはスポット参戦など

## ティレルが導入した技術

### 6輪車

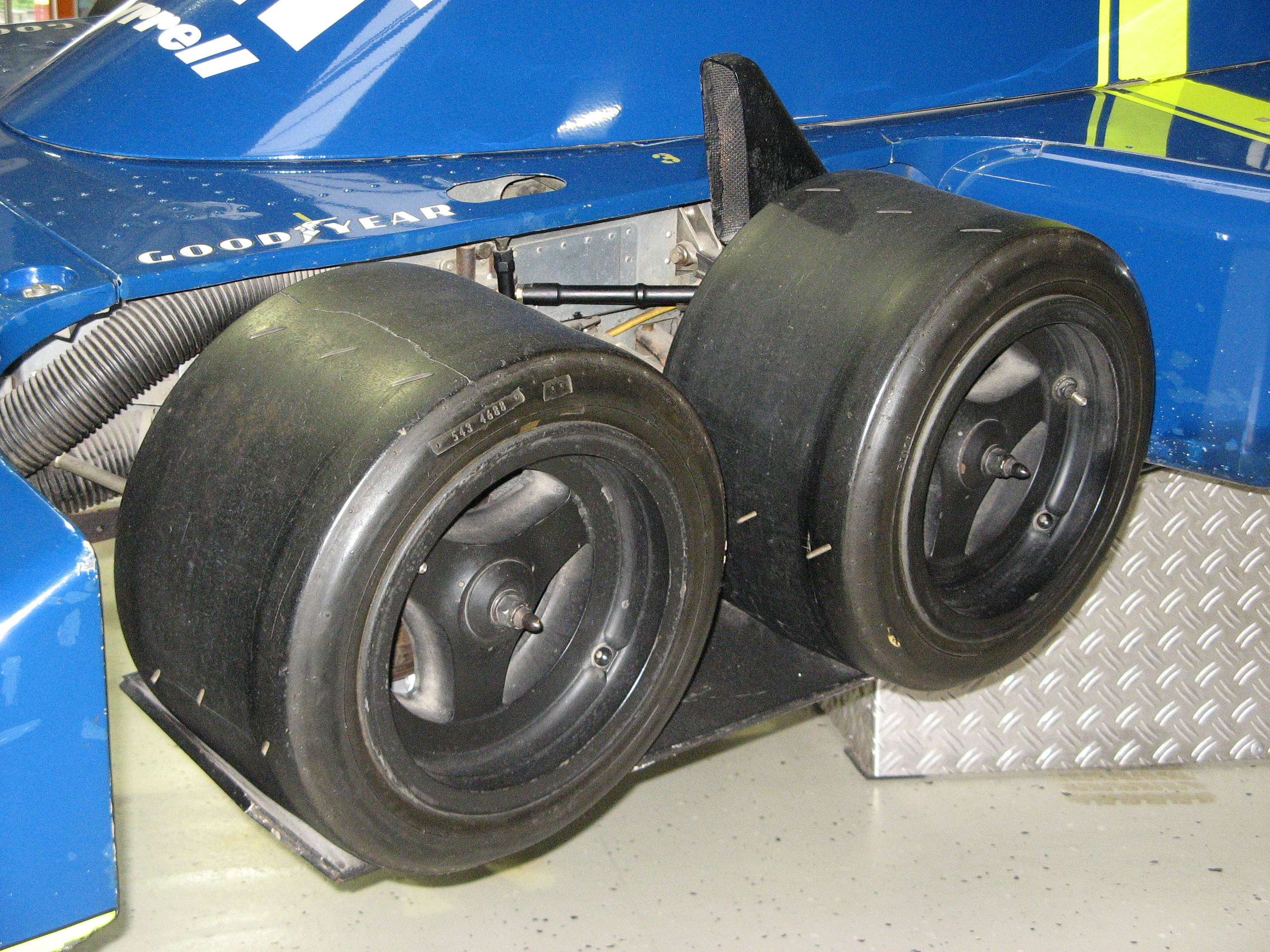
P34の前輪

ティレルが1976年と1977年に使用したF1界初の6輪マシン（通称「6輪タイレル」）であるP34。後輪2本のタイヤは通常サイズだが、前輪はリム10インチの小径タイヤを左右4本装着していた。

### ハイノーズ

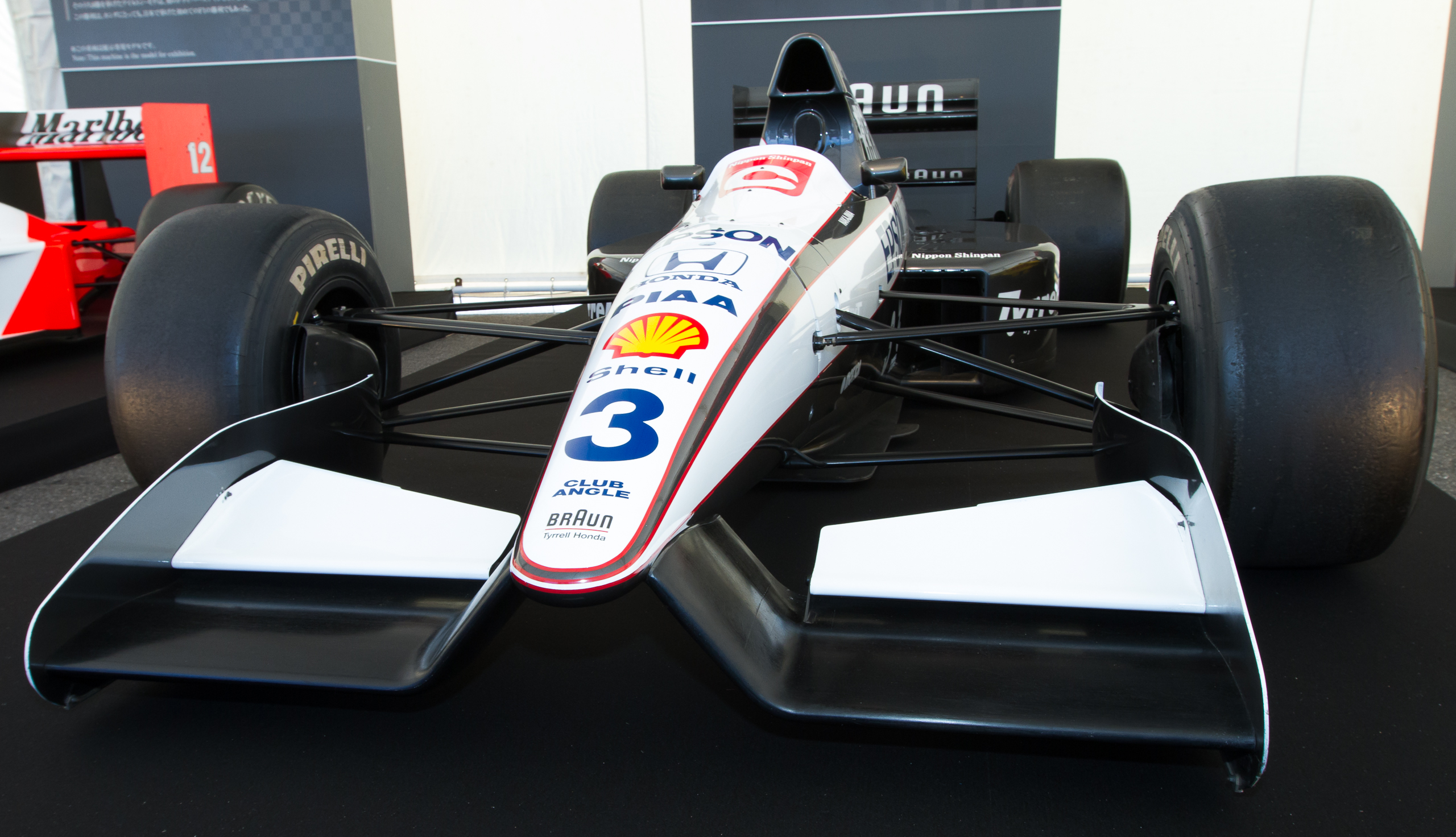
アンヘドラルウイング型マシン 020

1990年モデルの019で採用された、フロントノーズを高く持ち上げる空力的な車体形状。これをきっかけに、F1マシンデザインはハイノーズへとシフトすることとなり、ティレルのエポックメイキングな発明として評価されている。
ウイングカーの禁止後、前後車輪間の車体下面を平滑面とする「フラット・ボトム規定」下で、デザイナーはダウンフォース獲得策を模索していた。マシンのノーズ部分を若干高くして車体下面に気流を流しこむ「ハイノーズ」のアイデアは、エイドリアン・ニューウェイが設計したマーチ881や、ジョン・バーナードが設計した640でも（外見ではわからないように）試みられていた。
空力専門家のジャン＝クロード・ミジョーは、1989年モデルの018での同様の試みを経て、翌年の019で周囲を驚かせる大胆なハイノーズ化を行った（特に019の形状はイルカの頭部に似ていたことから「ドルフィン・ノーズ」とも呼ばれた）。車体下面のプレートを延長する「抜け道」でフラット・ボトム規定をクリアし、高く持ち上げたノーズからコクピット下まで広い空間を作り、気流の「吸入口」としたのである。また、フロントウイングも路面との距離を保つため、ノーズマウント部から斜めに下げていく形状とした。これは、アンヘドラル（下反角）ウイングと命名され、またF4U戦闘機の逆ガルウイングになぞらえて「コルセアウイング」とも呼ばれた。
このハイノーズマシンは1990年のサンマリノGPでデビューし、ジャン・アレジによってモナコGPで2位を獲得したのを頂点に、中嶋悟とともにチームがコンストラクターズランキング5位を獲得する原動力となった。翌年以降、各チームが多種多様なハイノーズを登場させたが、アンヘドラルウイングは中央空間のウイング面積が減ることがネックとなり、やがてベネトン・B191で採用された2点吊り下げ式ウイングが主流となった。

### Xウイング
1997年にデザイナーマイク・ガスコインが発案した子持ちウイング（ウイングレット）の一種で、サイドポンツーン上の垂直支持板に取り付けられた。レギュレーション上では空力付加物が規定されていない空間を利用したもので、SF映画『スター・ウォーズ・シリーズ』に登場する架空の戦闘機Xウイングに準えて、こう呼ばれた。低速コースでダウンフォースが必要なアルゼンチンGPで初投入された。ガスコインは小型エアロパーツを追加する手法を好み、2006年まで在籍したトヨタでも用いている。
1998年から他チームも同様のデバイスを採用し始め、フェラーリなどのトップチームにも広まった。しかし、同年のアルゼンチンGPでザウバーのジャン・アレジがピットイン時にエアホースを引っかける事故が起きると安全性に問題があり、さらには翌戦のサンマリノGPでフェラーリが初めて使用していくのを見てマシンの美しさが損なわれることを懸念し、その次のスペインGPを前に突然使用禁止処分が下った。なお、1998年は、X型でなく1本あるいは2本のステーで支える形式になった。

### その他
1971年の002と003にて、コックピットの上口部から空気を取り入れるエアインテーク（インダクションポッド）と、スポーツカーノーズを導入した。いずれも史上初ではないものの先駆者として好成績をもたらし、他のコンストラクターも追従している。

## 水タンク事件
1984年のアメリカ東GP後の車検で、ティレルのマシン（012）の水タンクから鉛などとともに微量の炭化水素が検出された。
これらのことよりレギュレーション違反を問われた。ティレルは控訴し出走を継続したが、第13戦オランダGP終了時点で裁判所から控訴棄却の裁定が下り、これによって、このシーズンのティレルチームと、所属ドライバーステファン・ベロフとマーティン・ブランドル、ステファン・ヨハンソンの、ティレルから出走した記録・ポイントが全て剥奪され、第14戦イタリアGP以降の残り3戦を出走除外となった。この事件は「水タンク事件」と呼ばれる。

## 車両ギャラリー
- フラットノーズ型（1970年 -1972年, 1974年 - 1976年, 1978年, 1983年 - 1990年, 1994年 - 1995年）

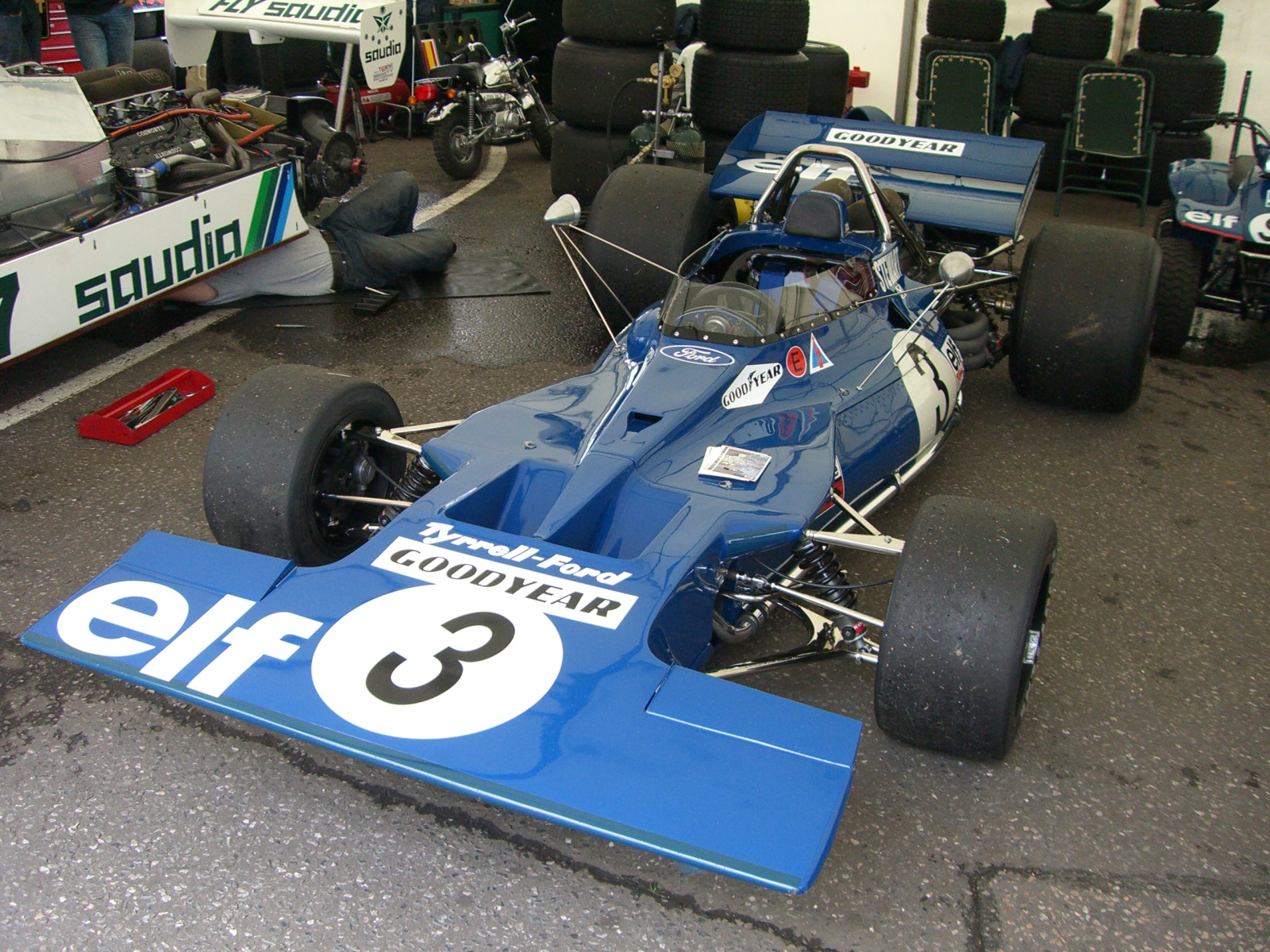
001 フォード
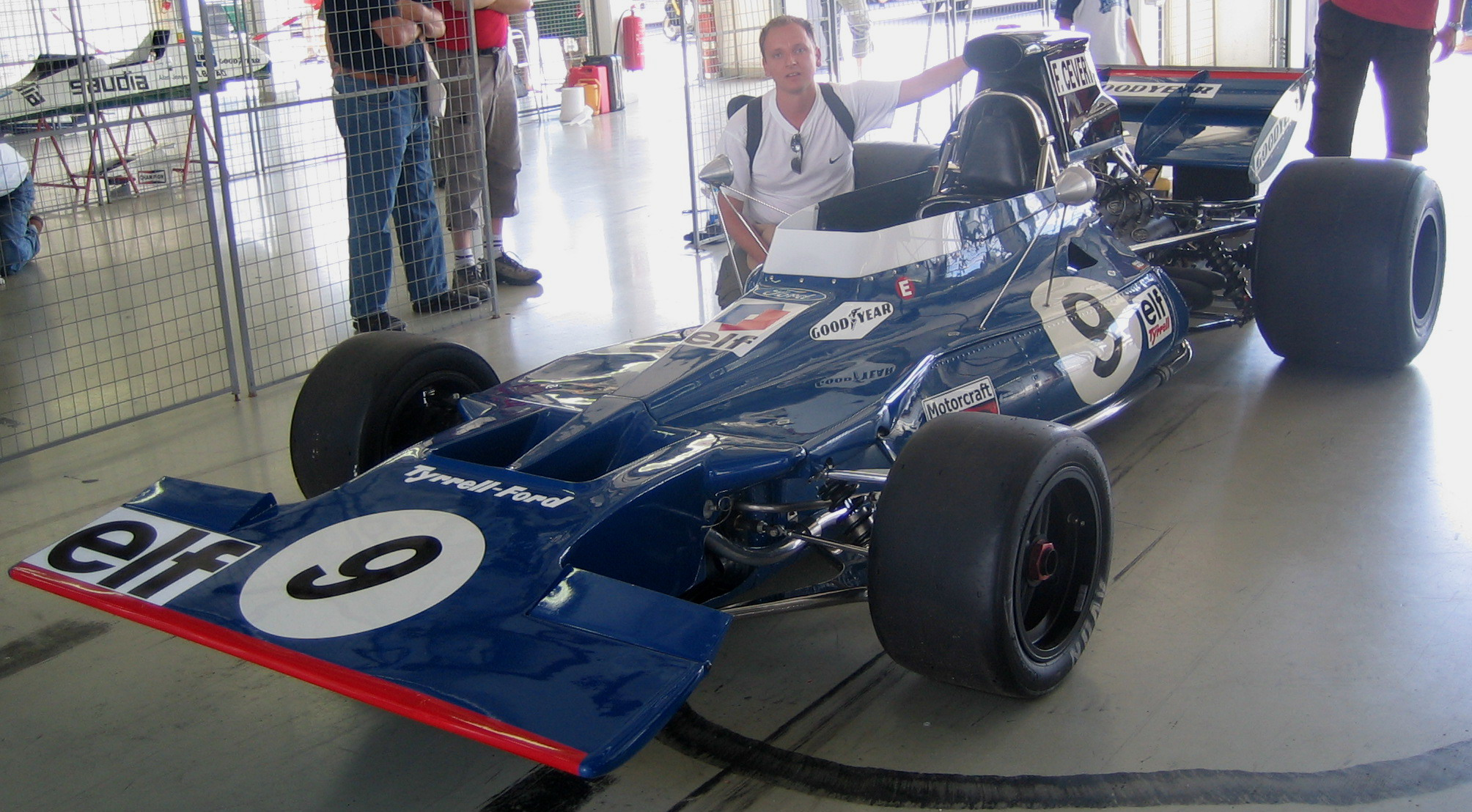
002初期型 フォード
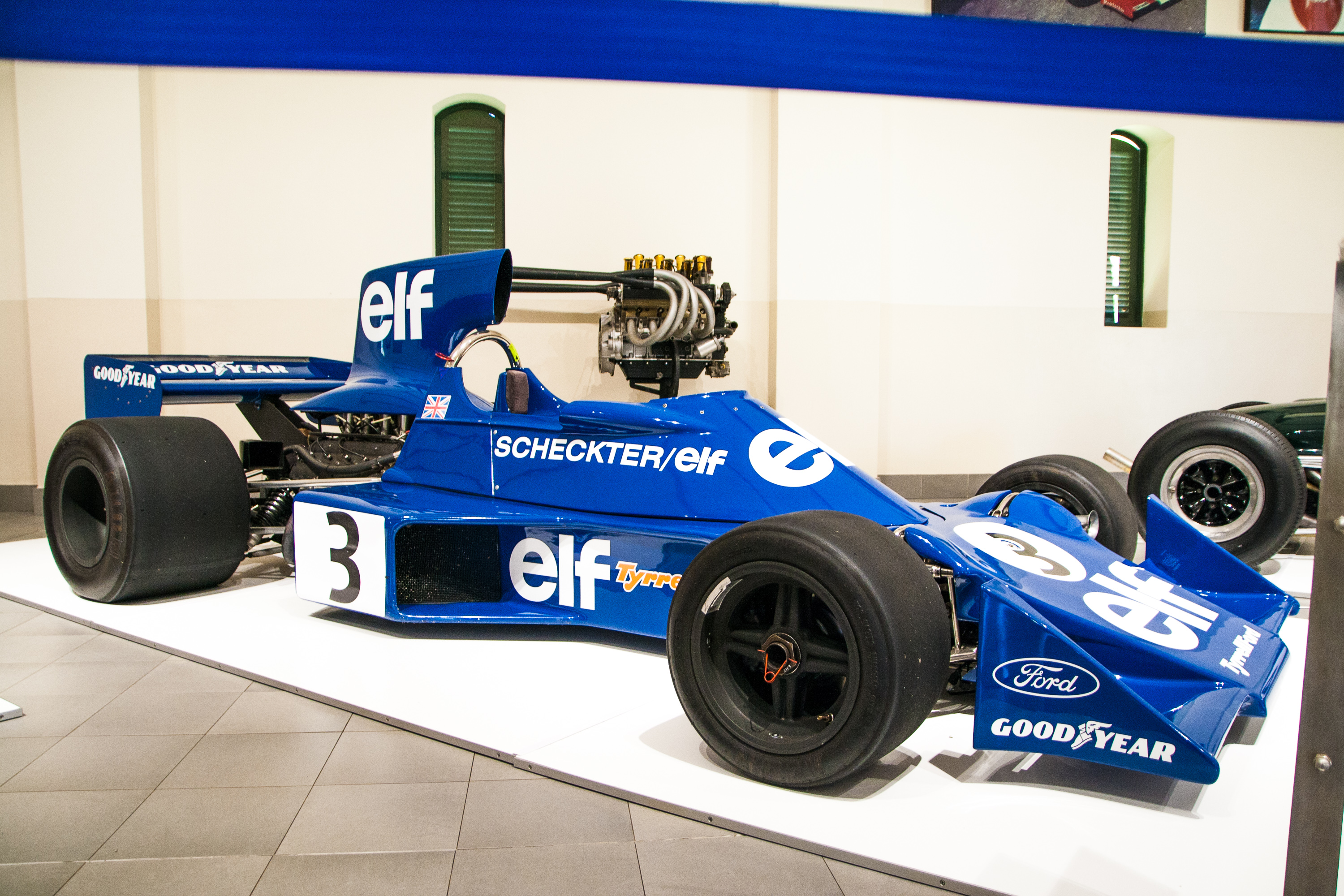
007 フォード
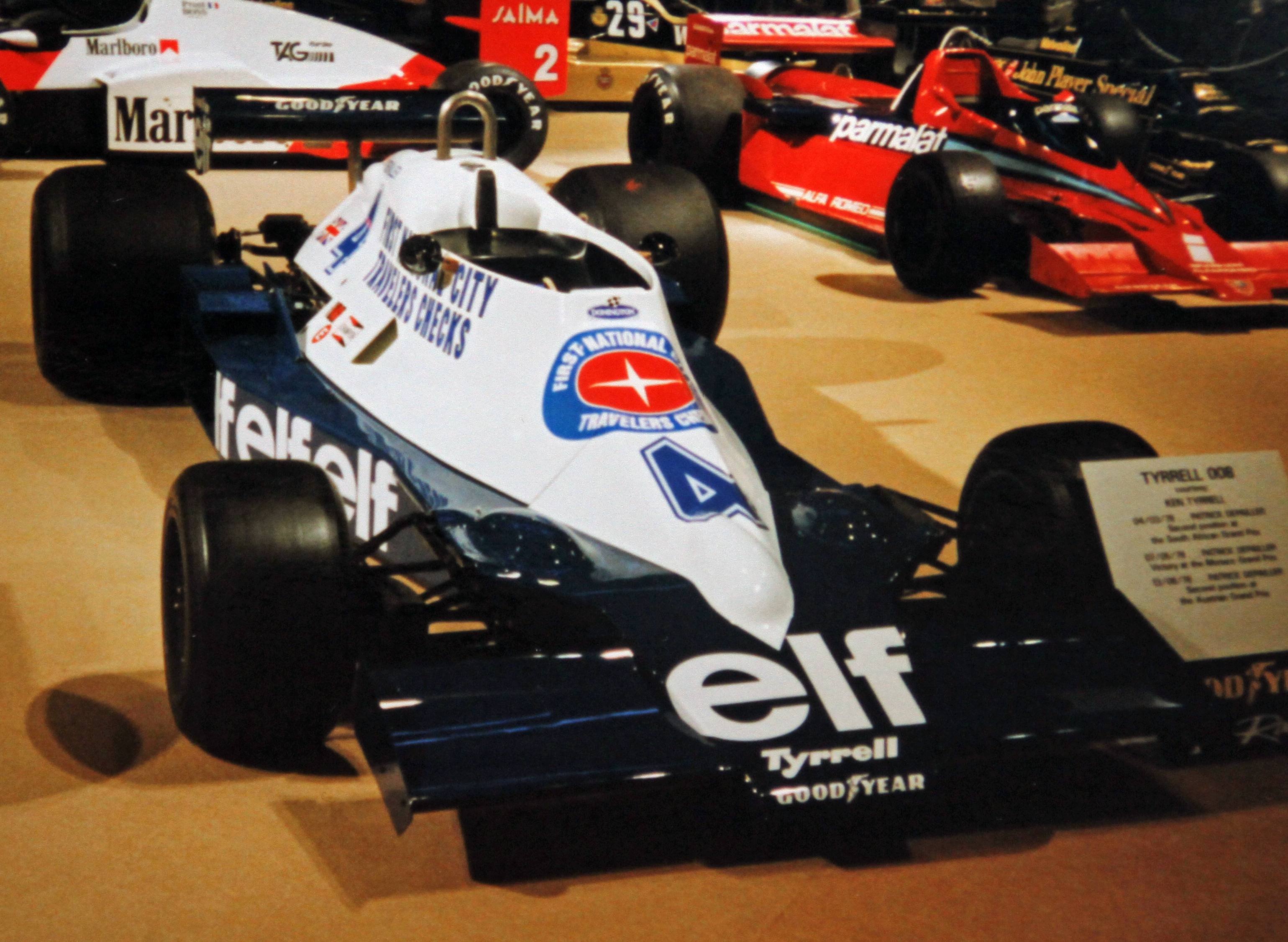
008 フォード
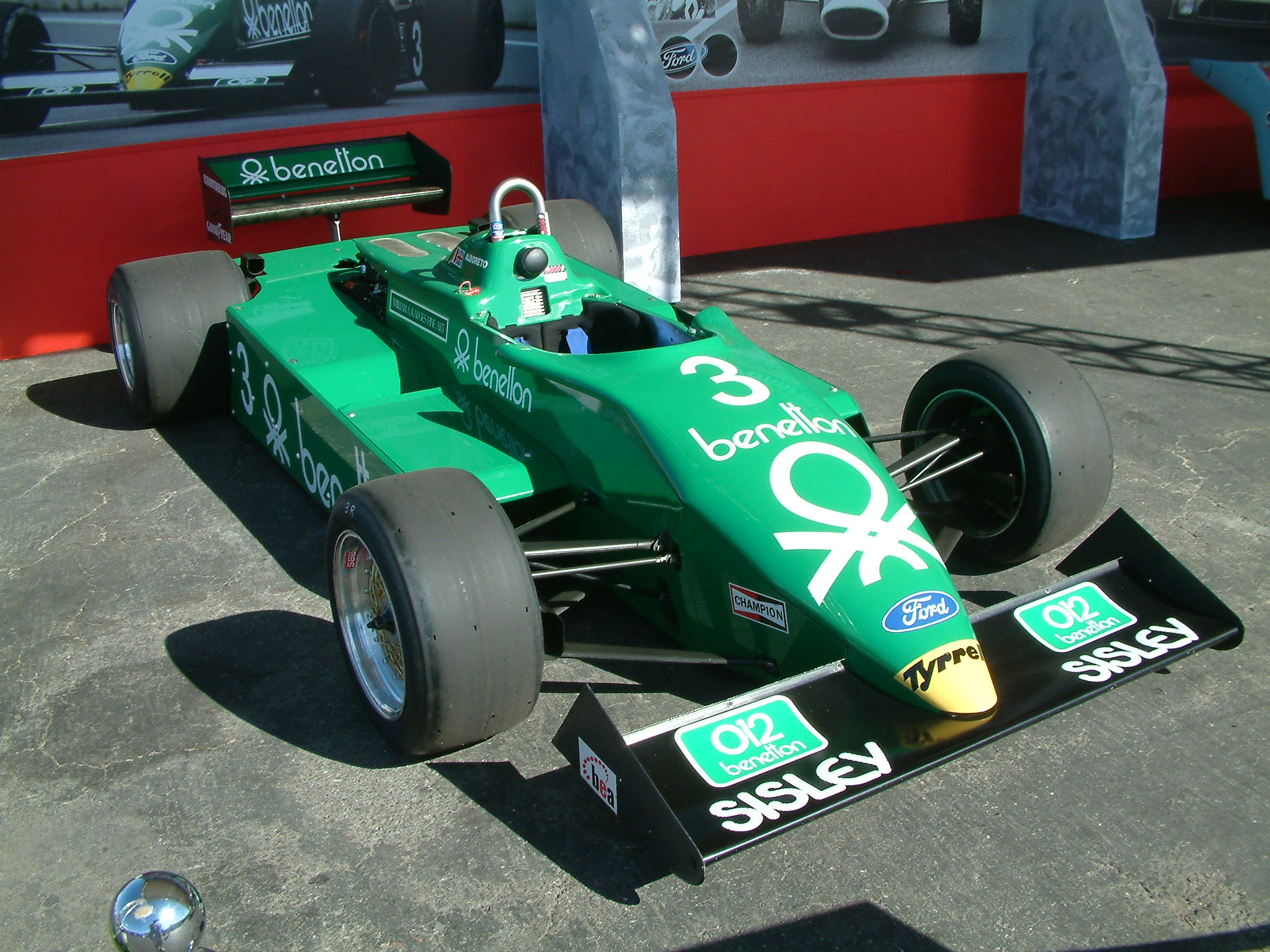
011/1983 フォード
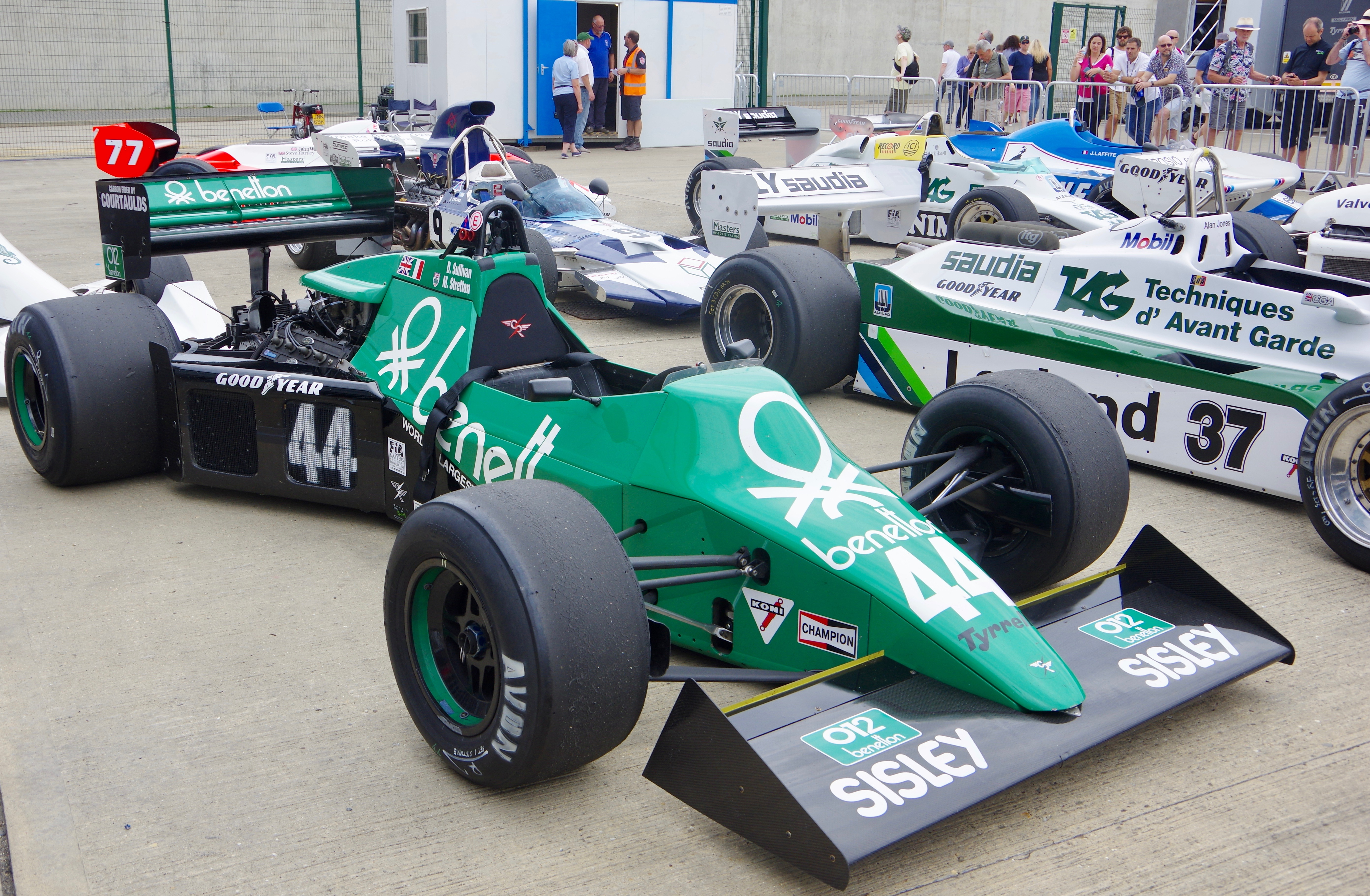
012 フォード
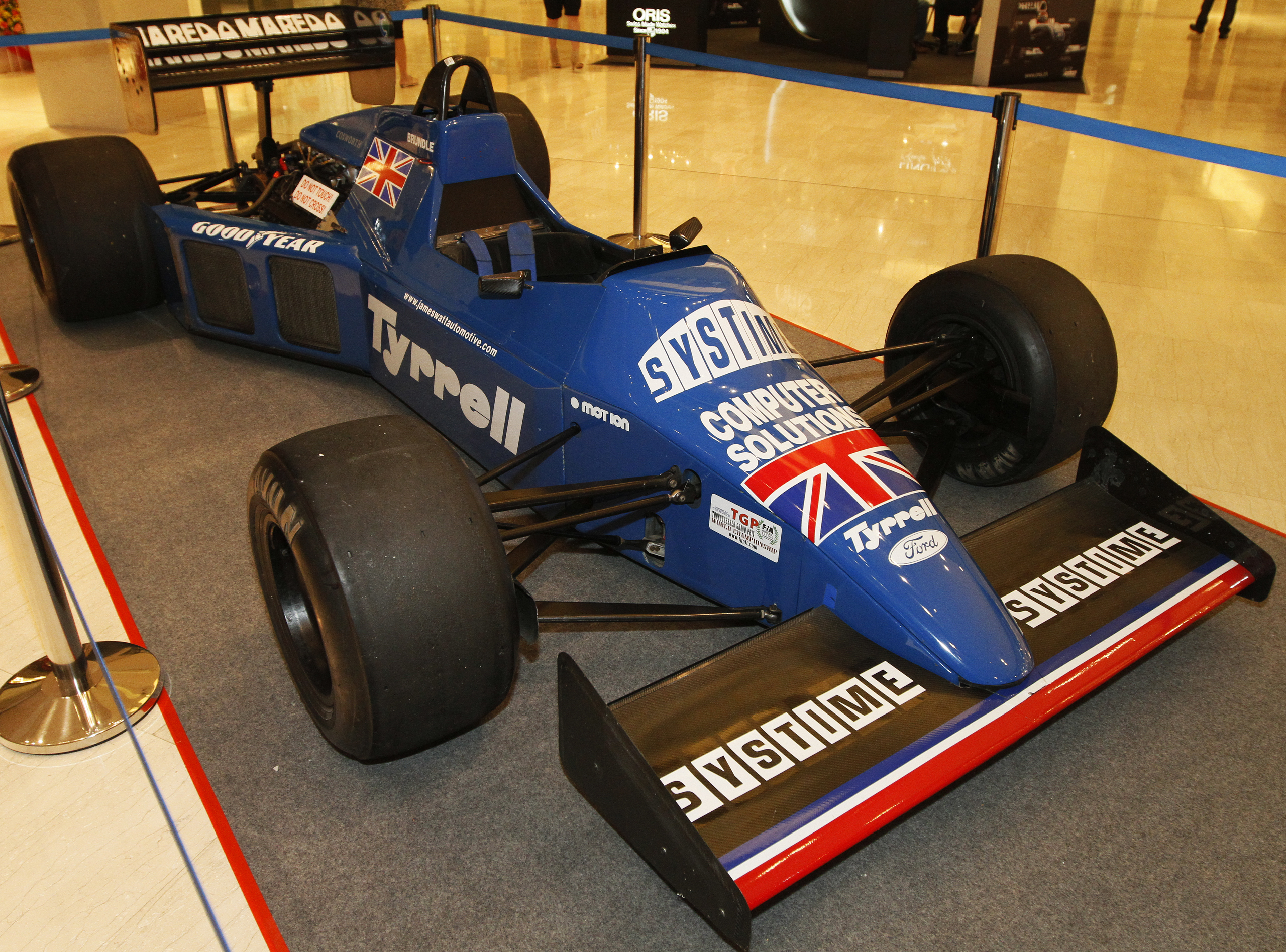
012/1984 フォード
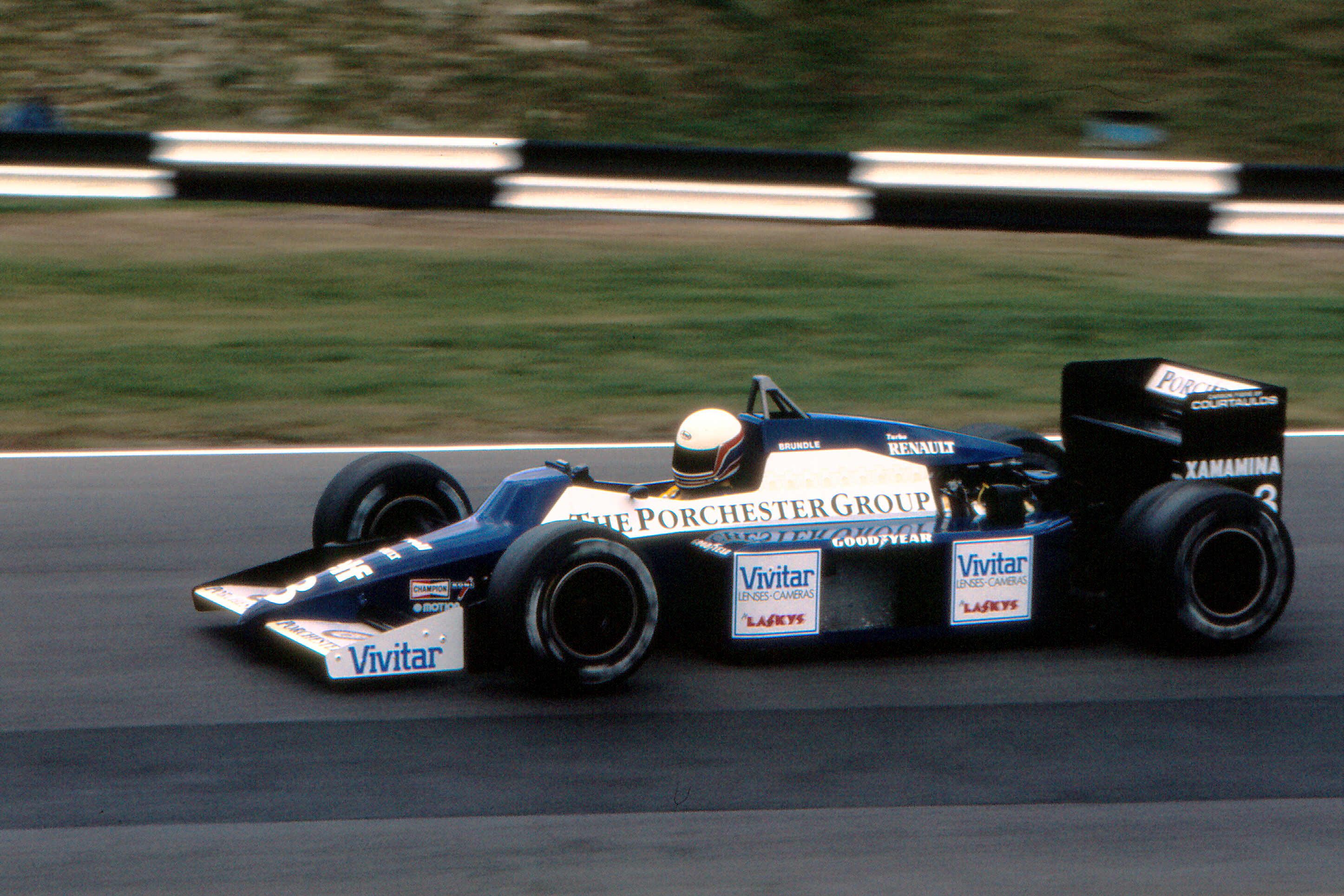
014 ルノー
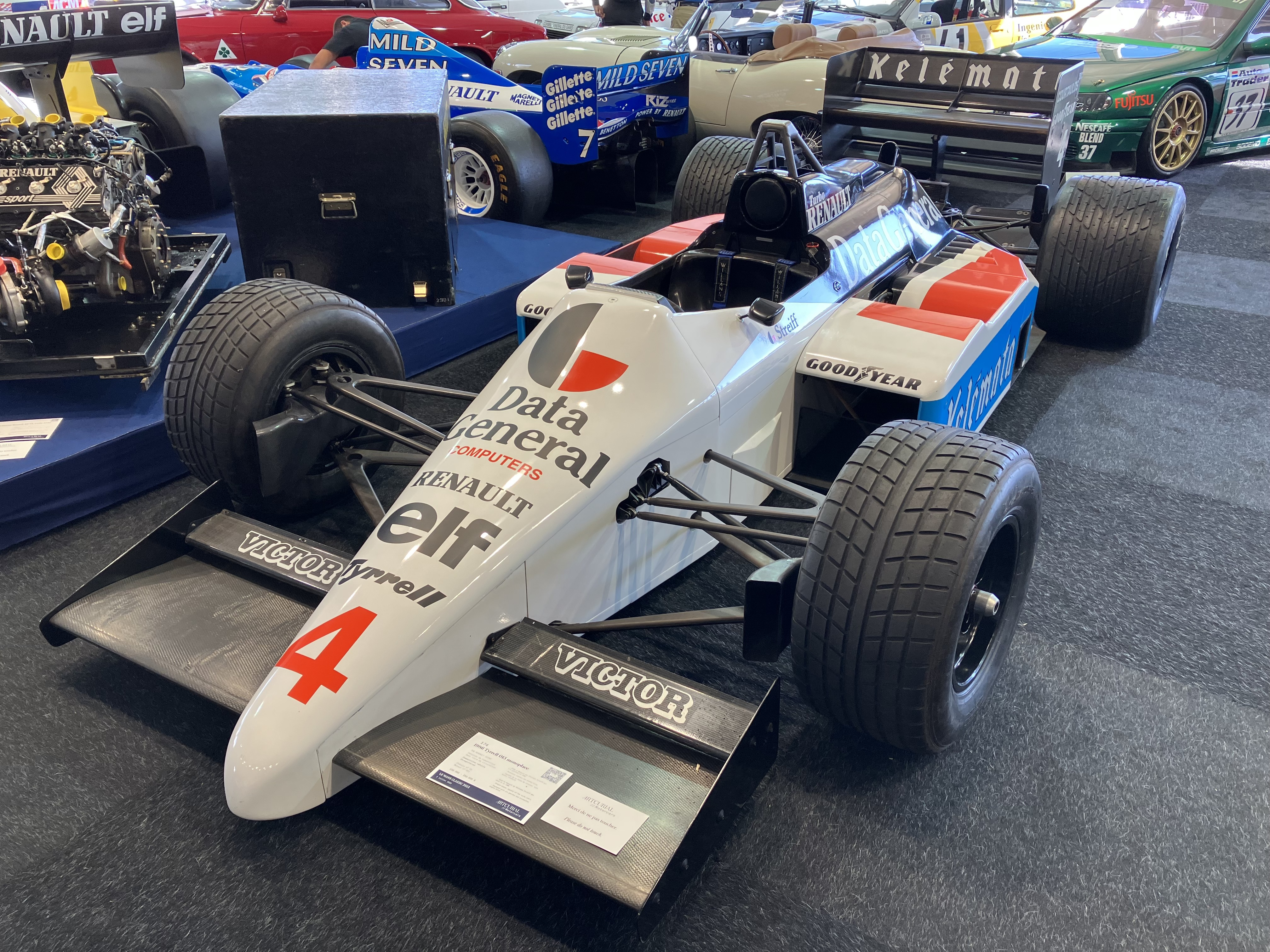
015 ルノー
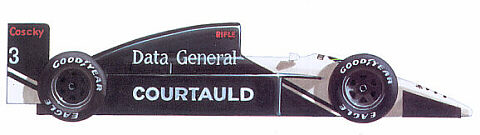
DG016 フォード
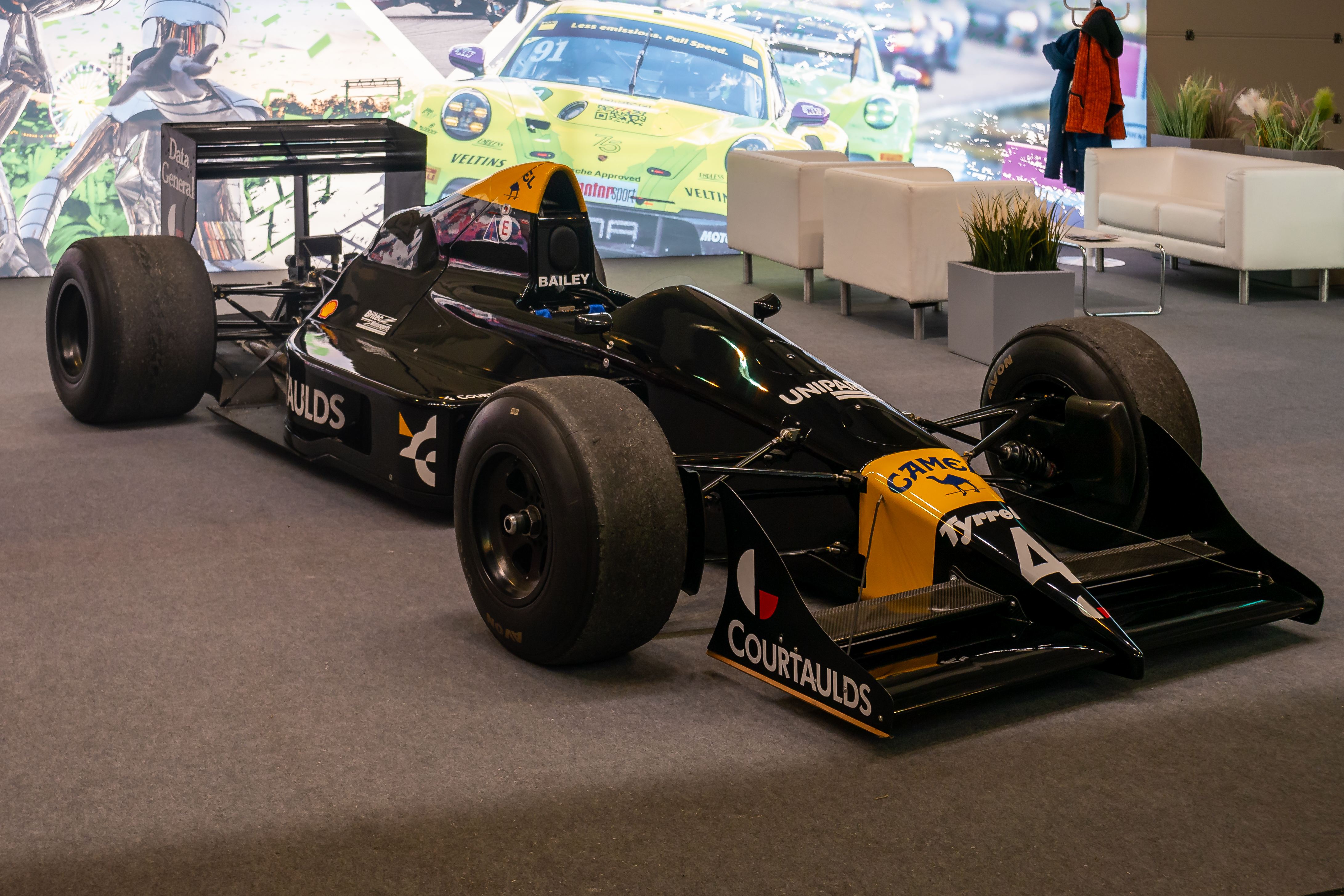
017 フォード
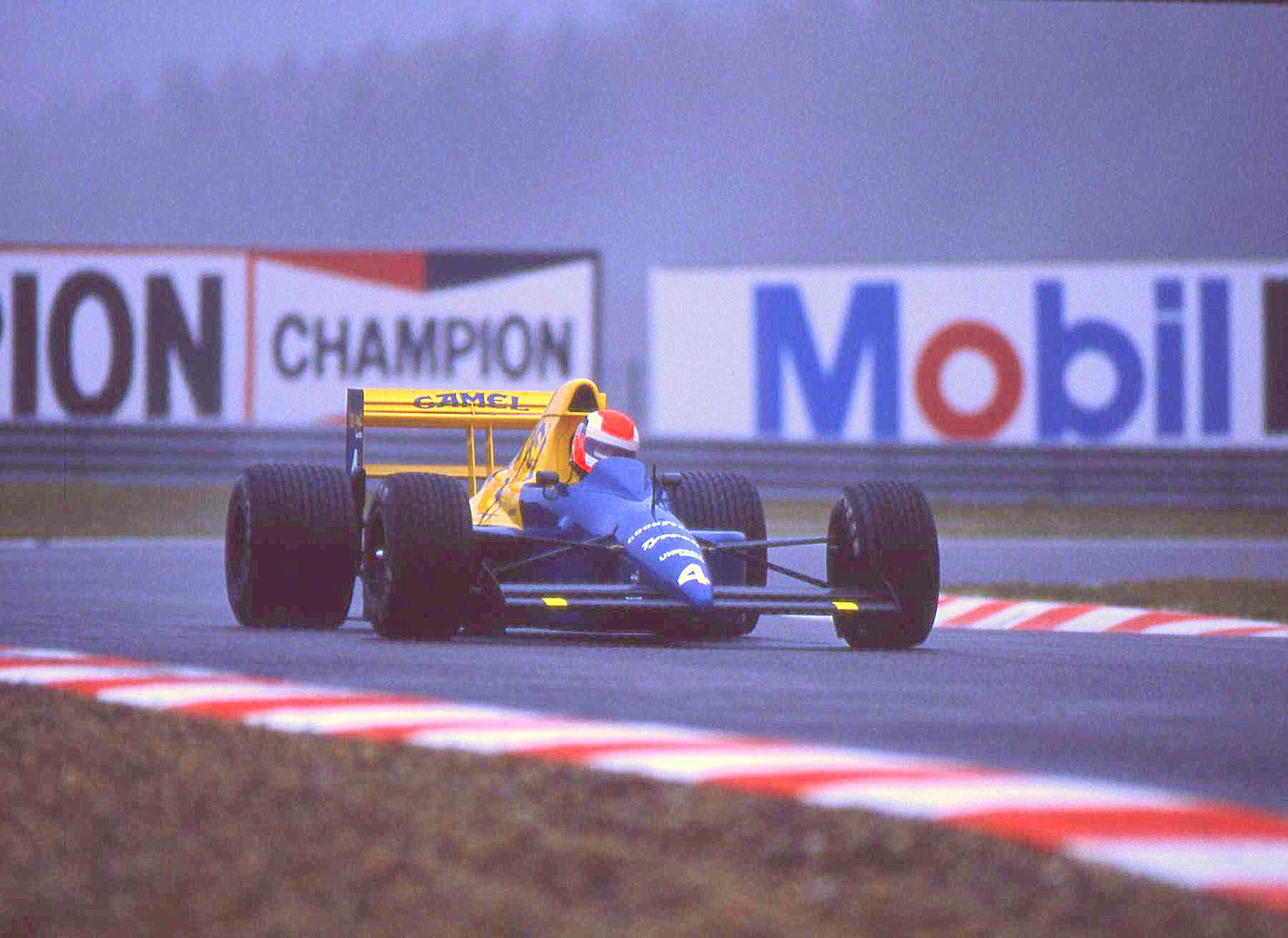
018 フォード
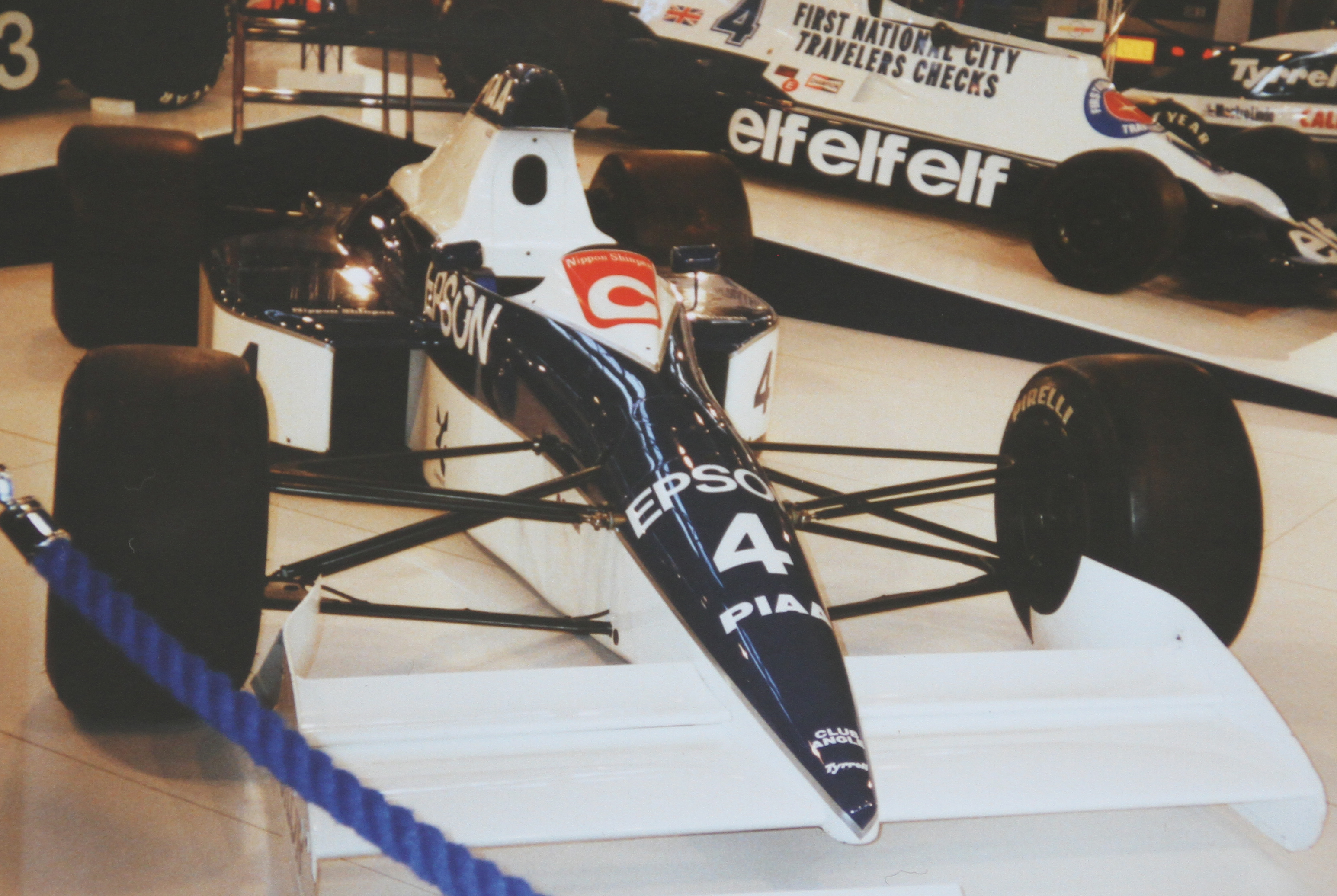
018/1990 フォード
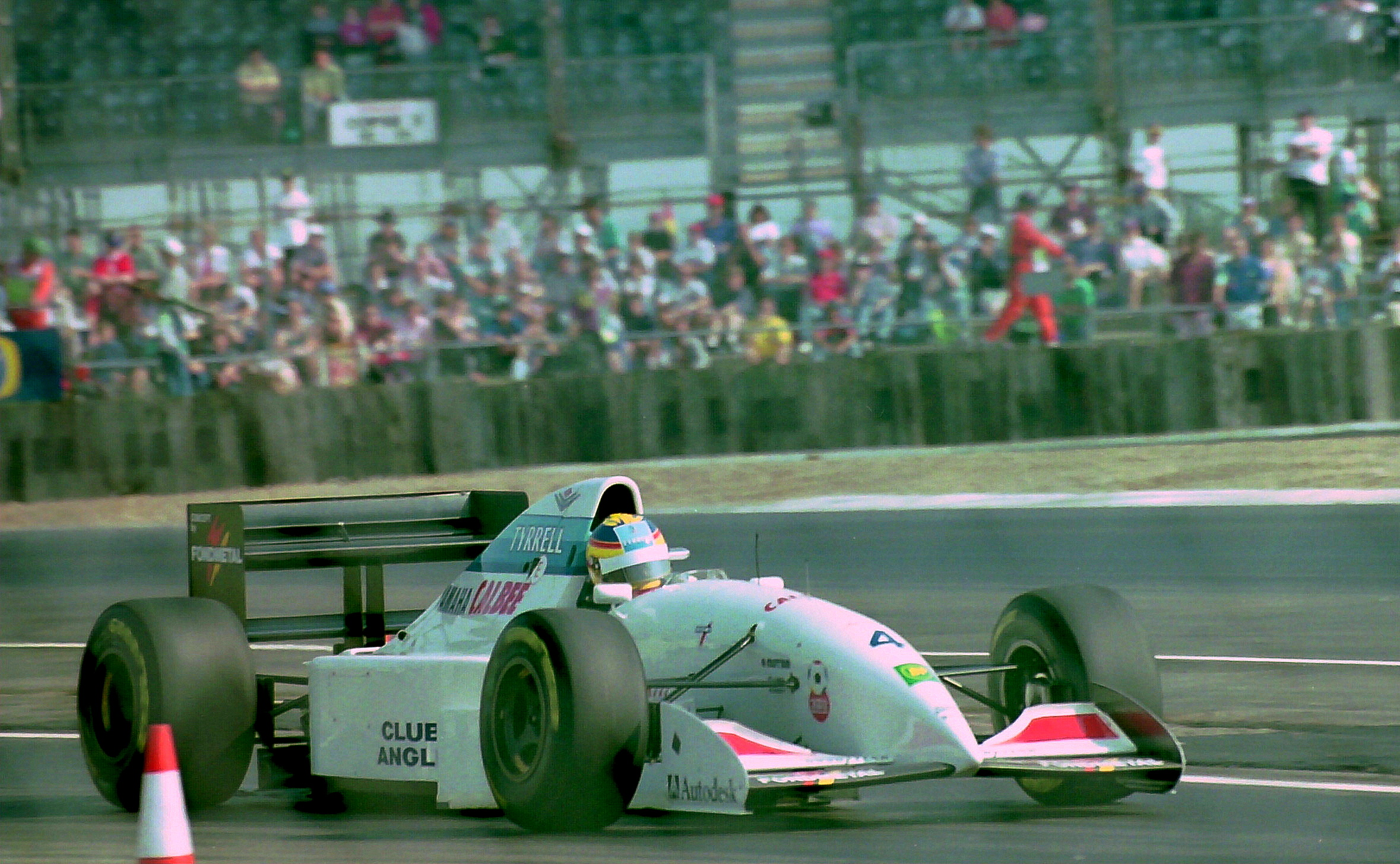
022 ヤマハ
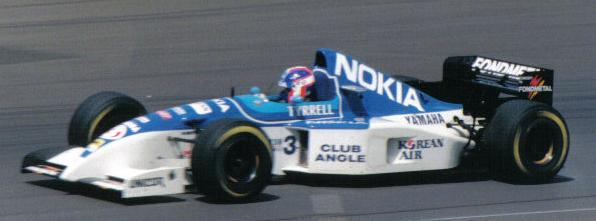
023 ヤマハ

- スポーツカーノーズ型（1971年 - 1974年, 1976年 - 1977年）

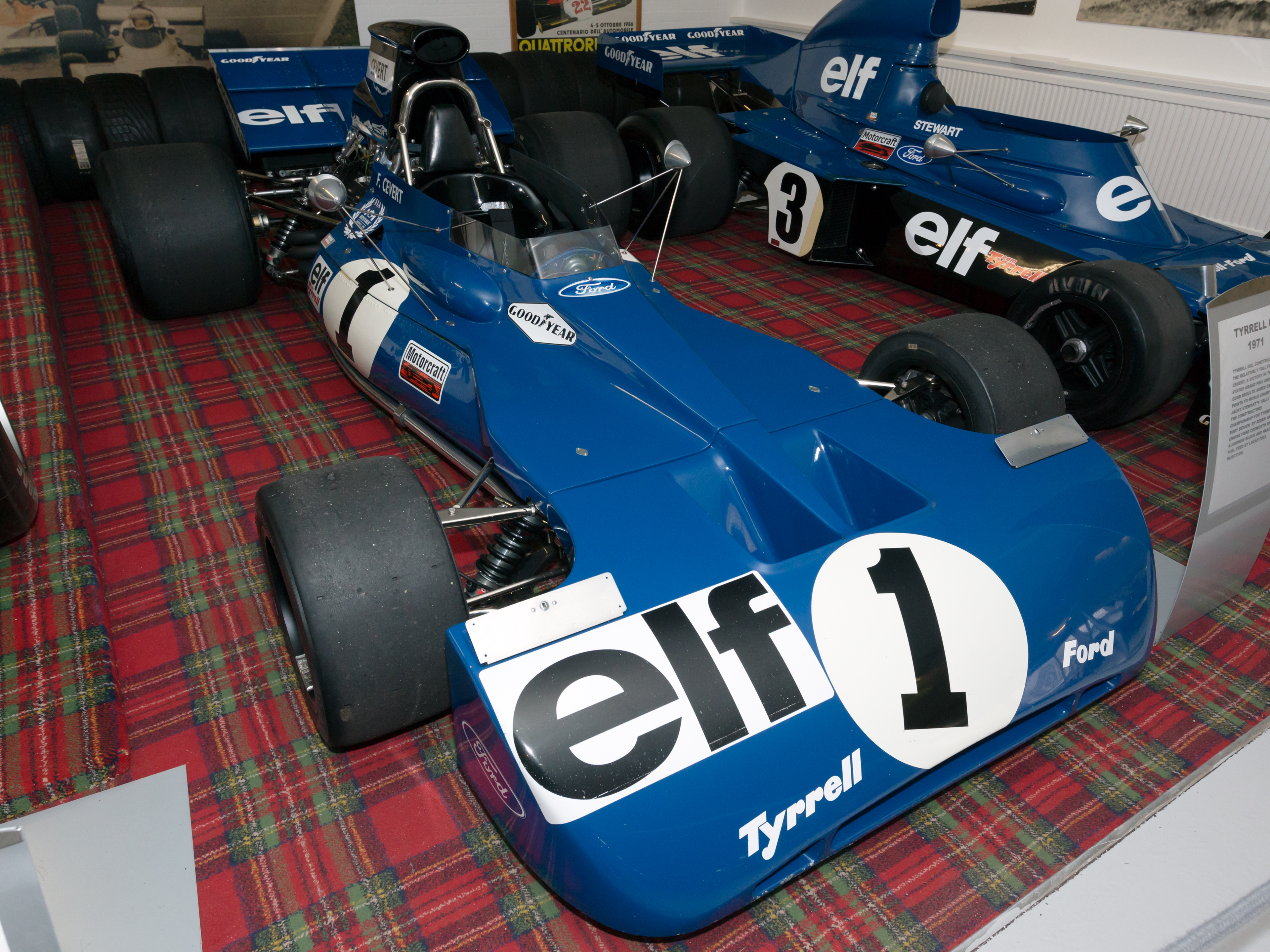
002 フォード
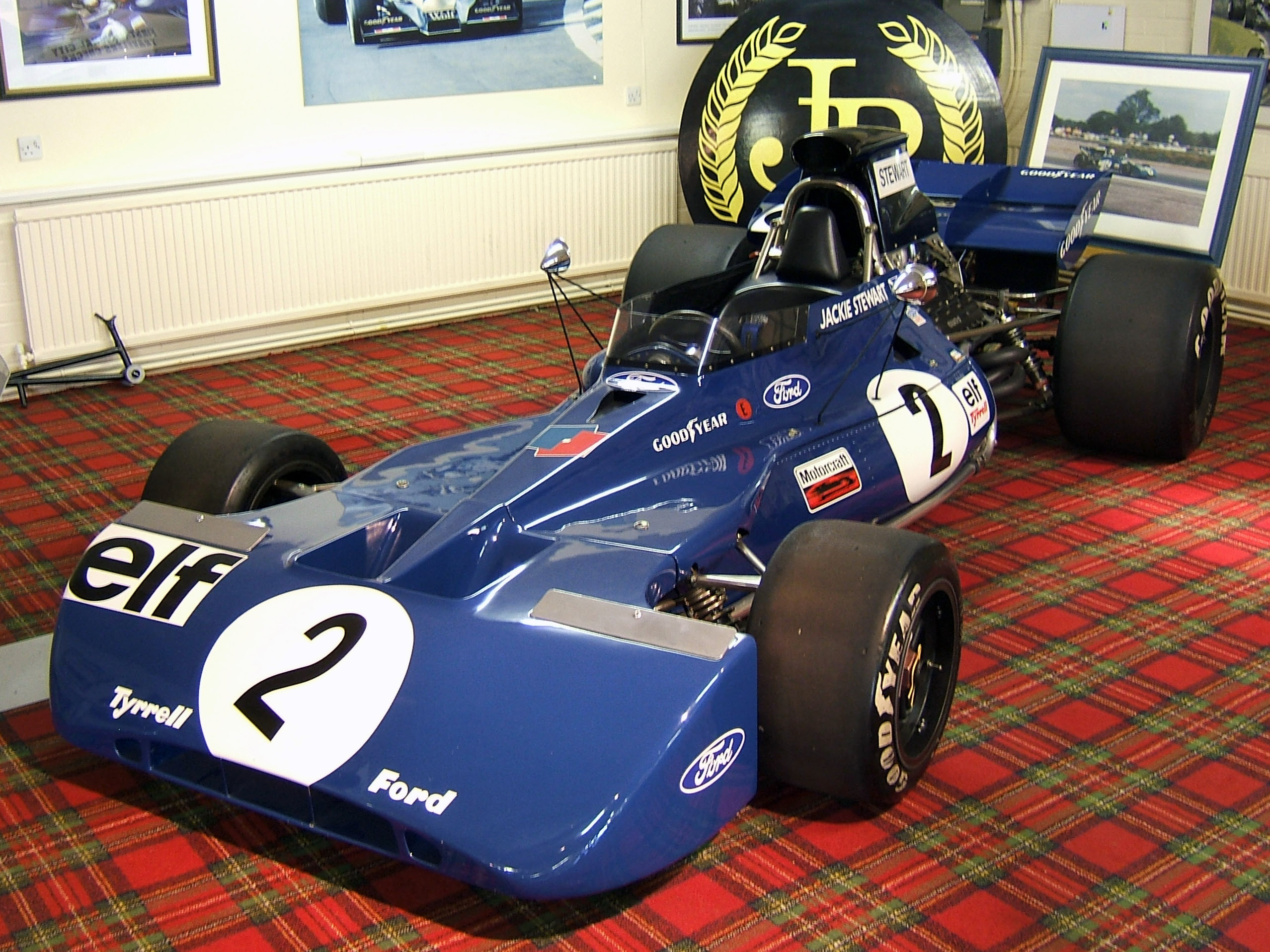
003 フォード
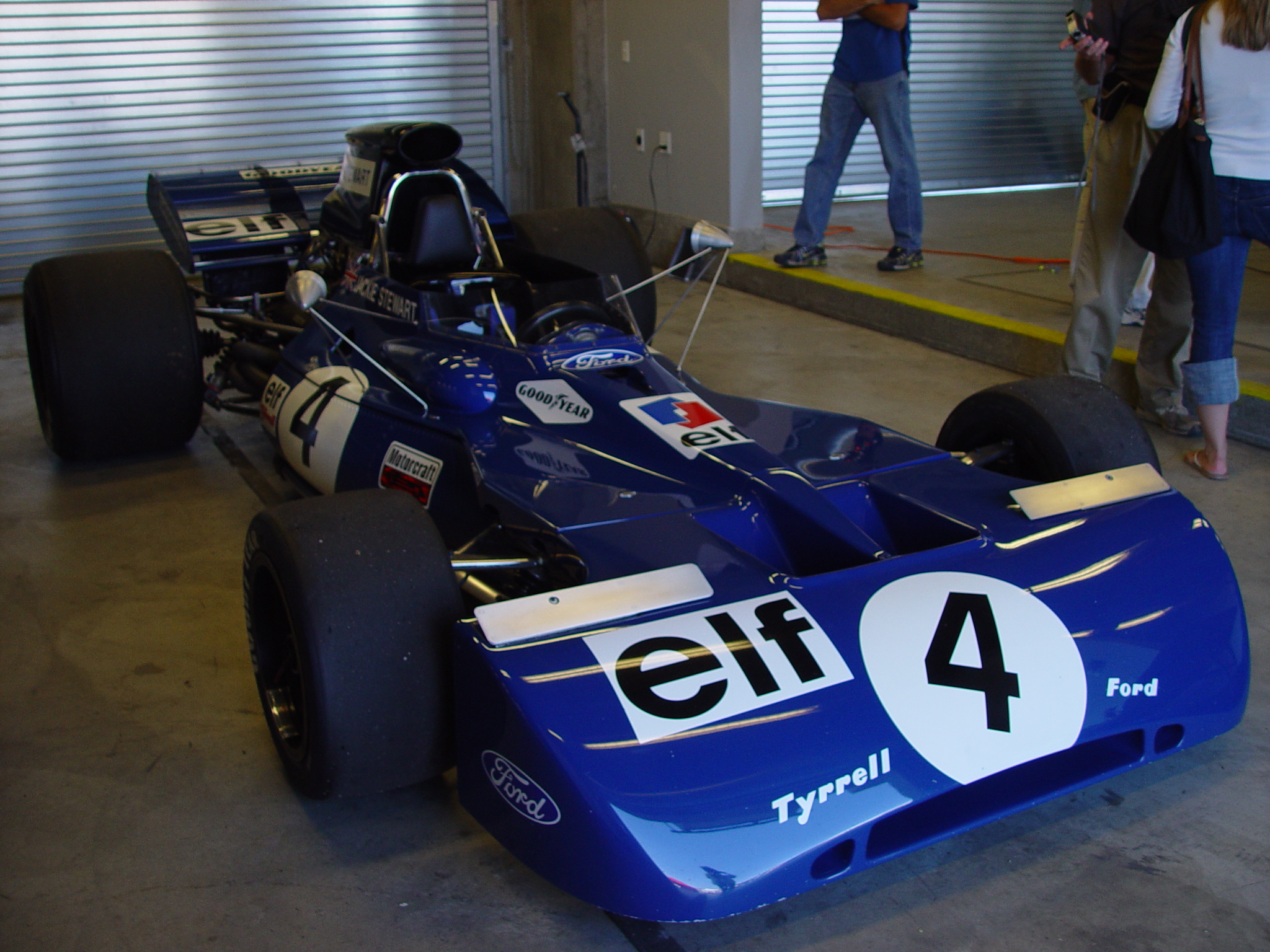
004 フォード
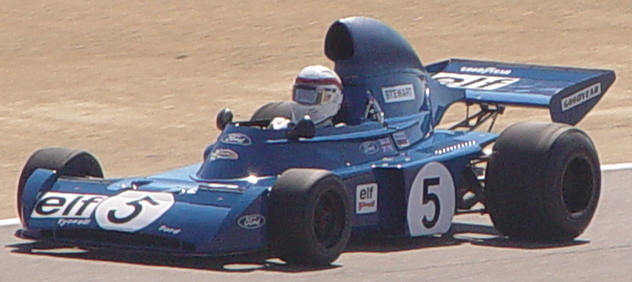
005 フォード
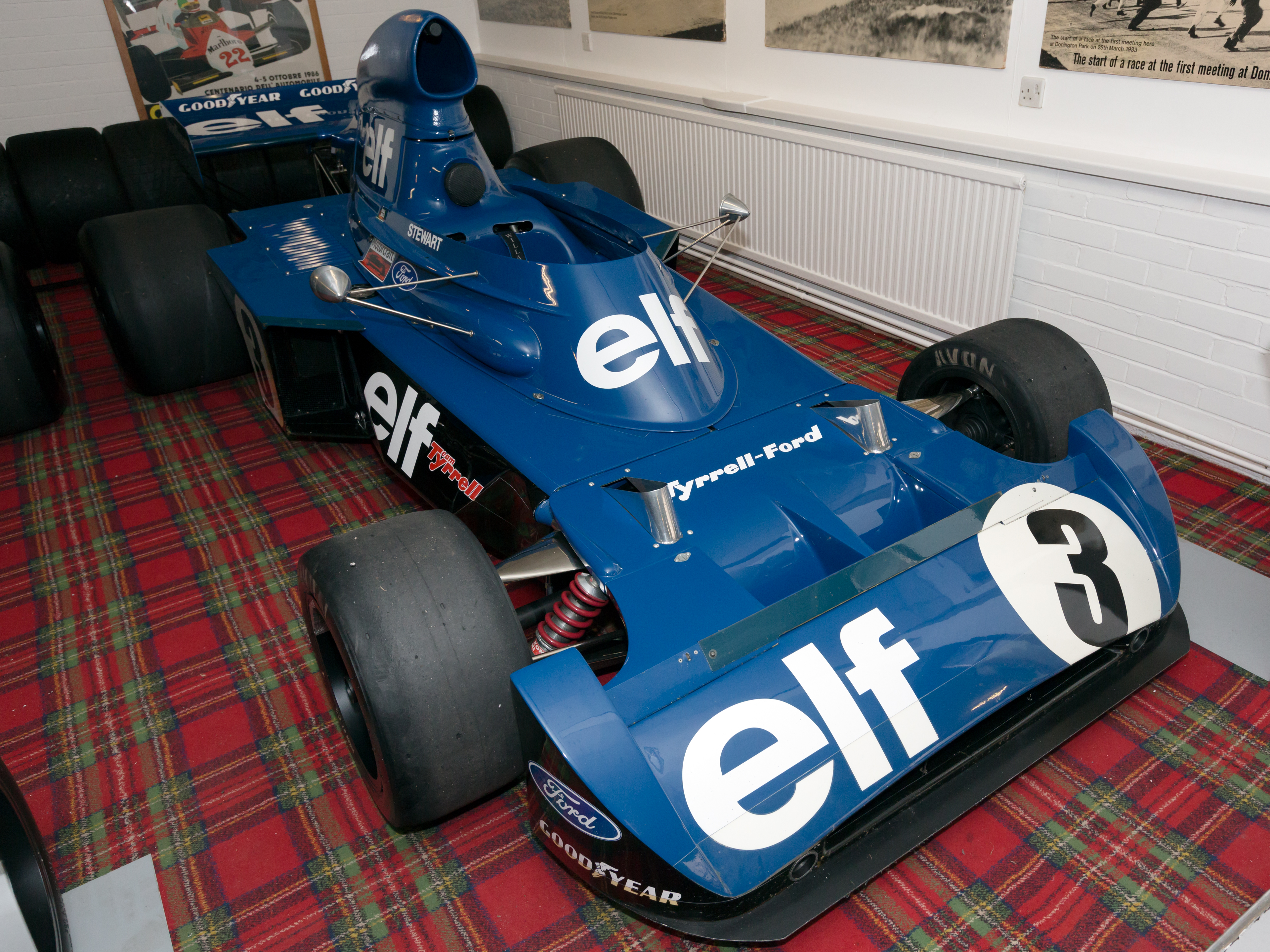
006 フォード
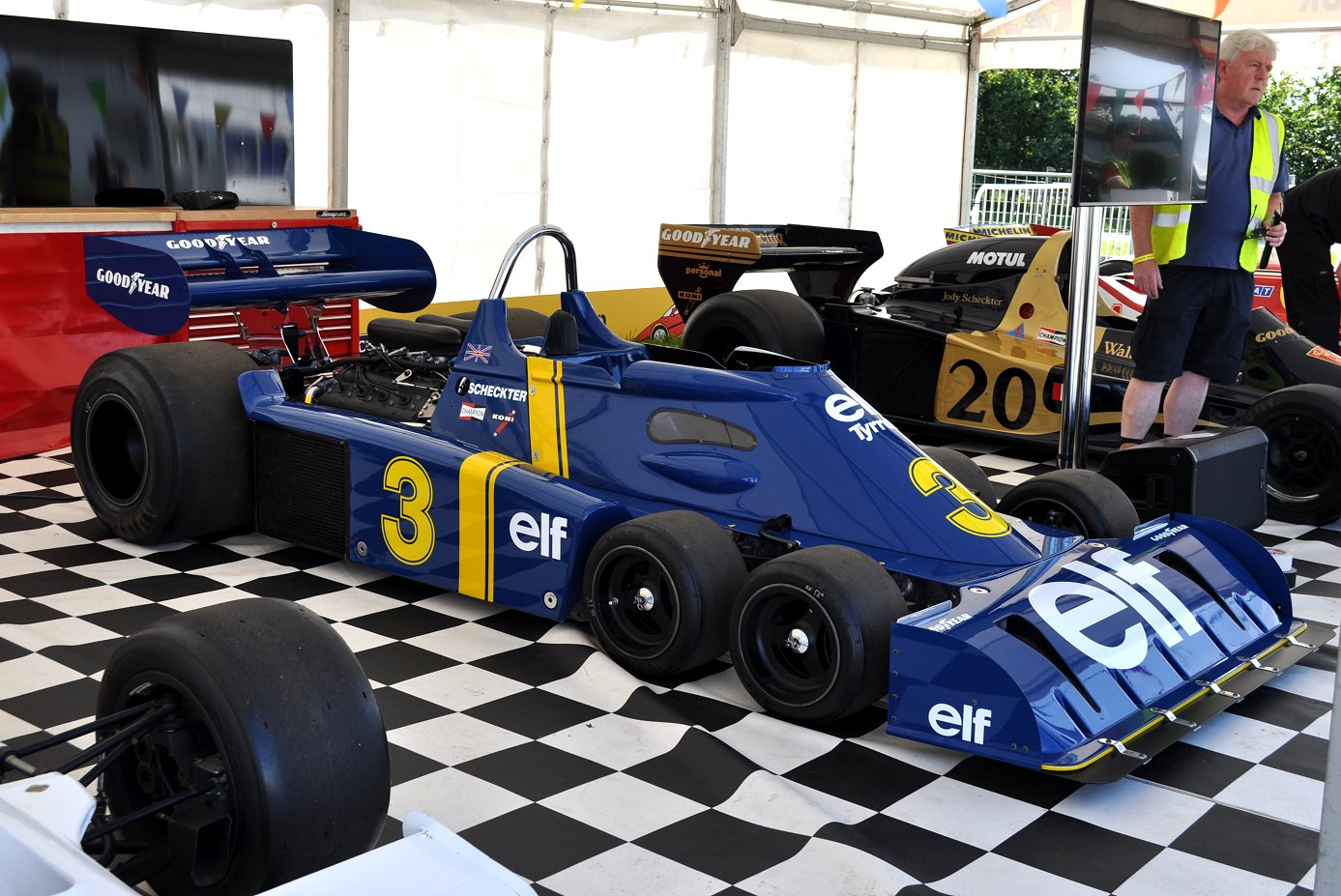
P34 フォード
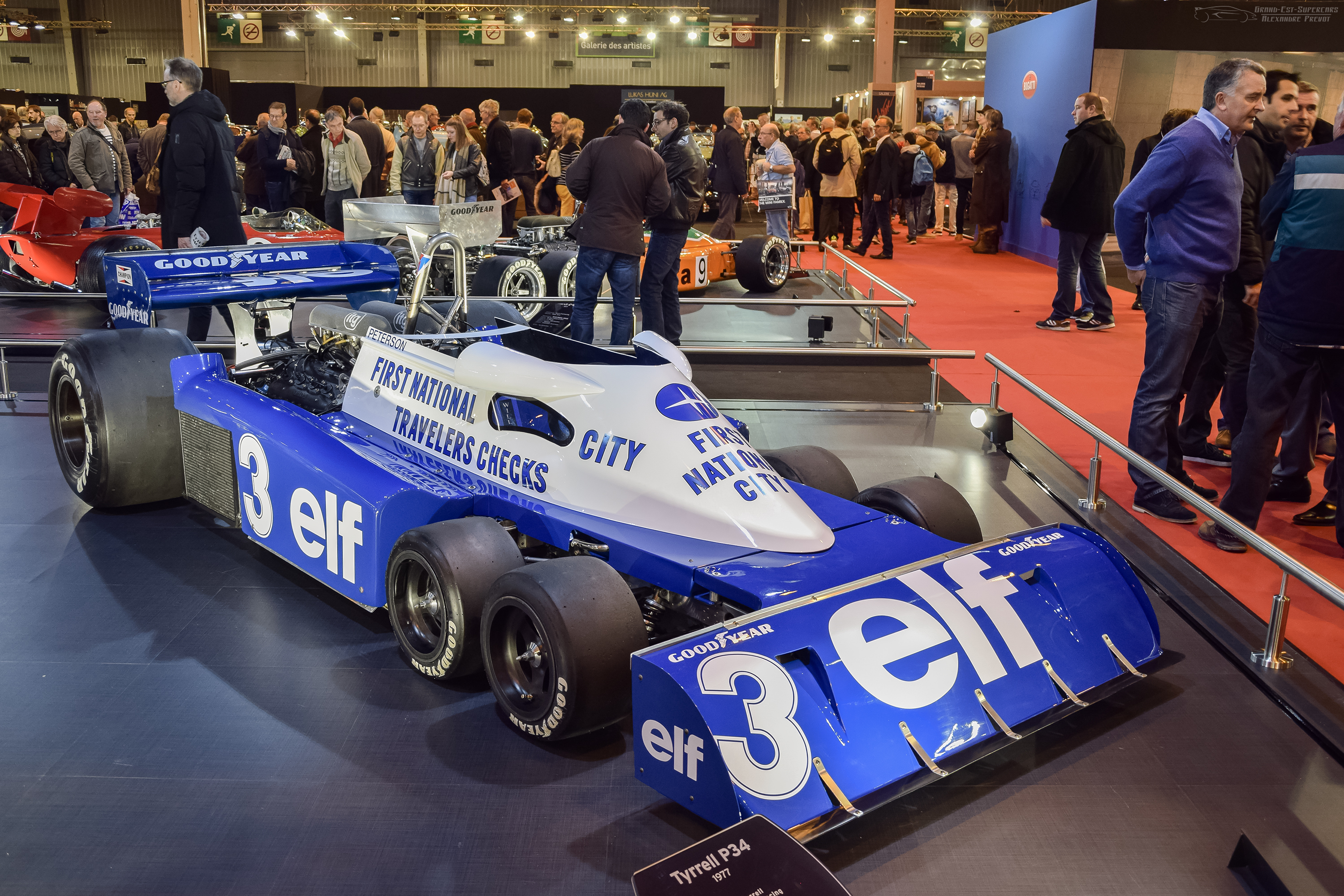
P34/1977 フォード
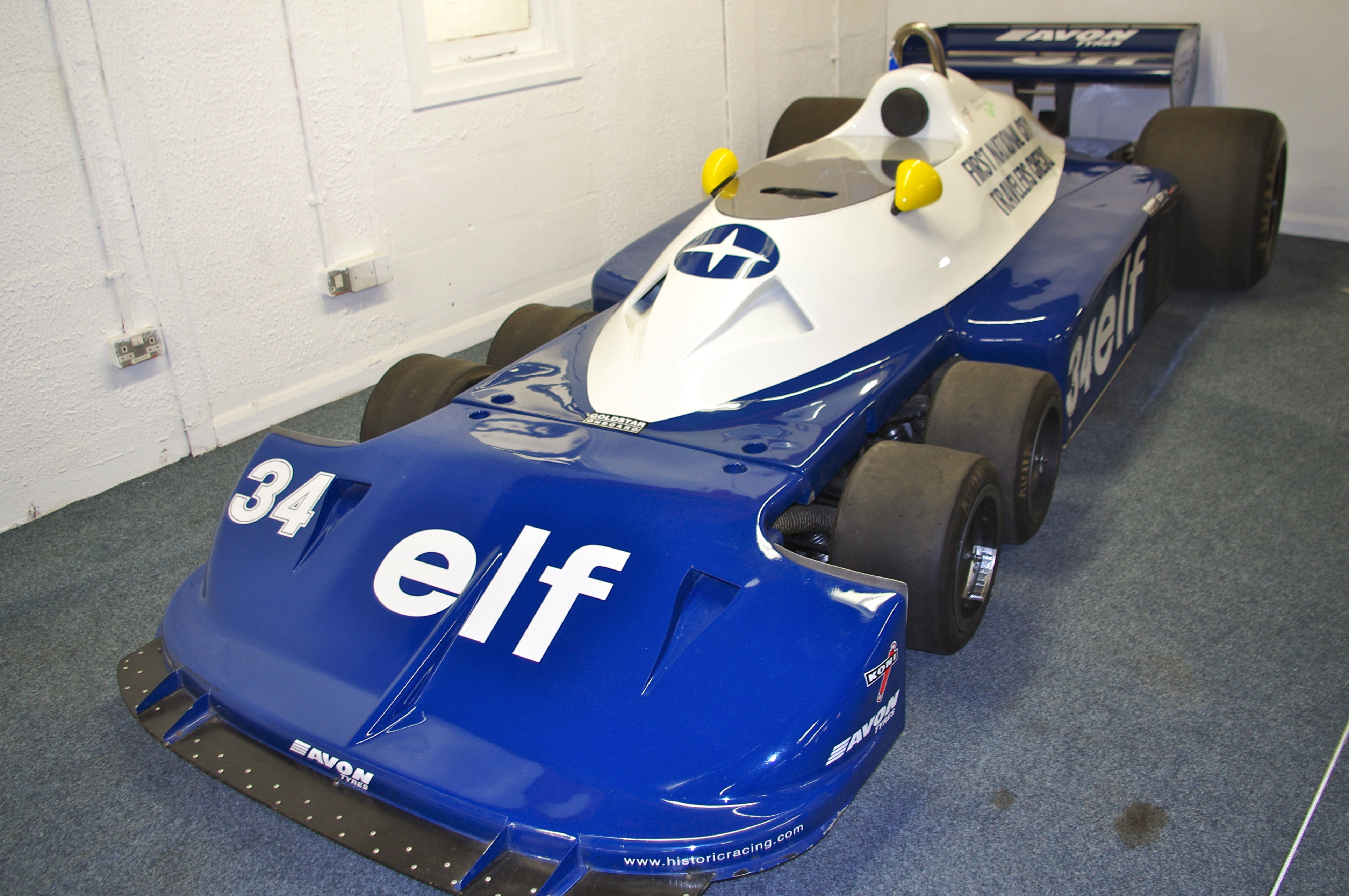
P34/1977フルカウル前期 フォード
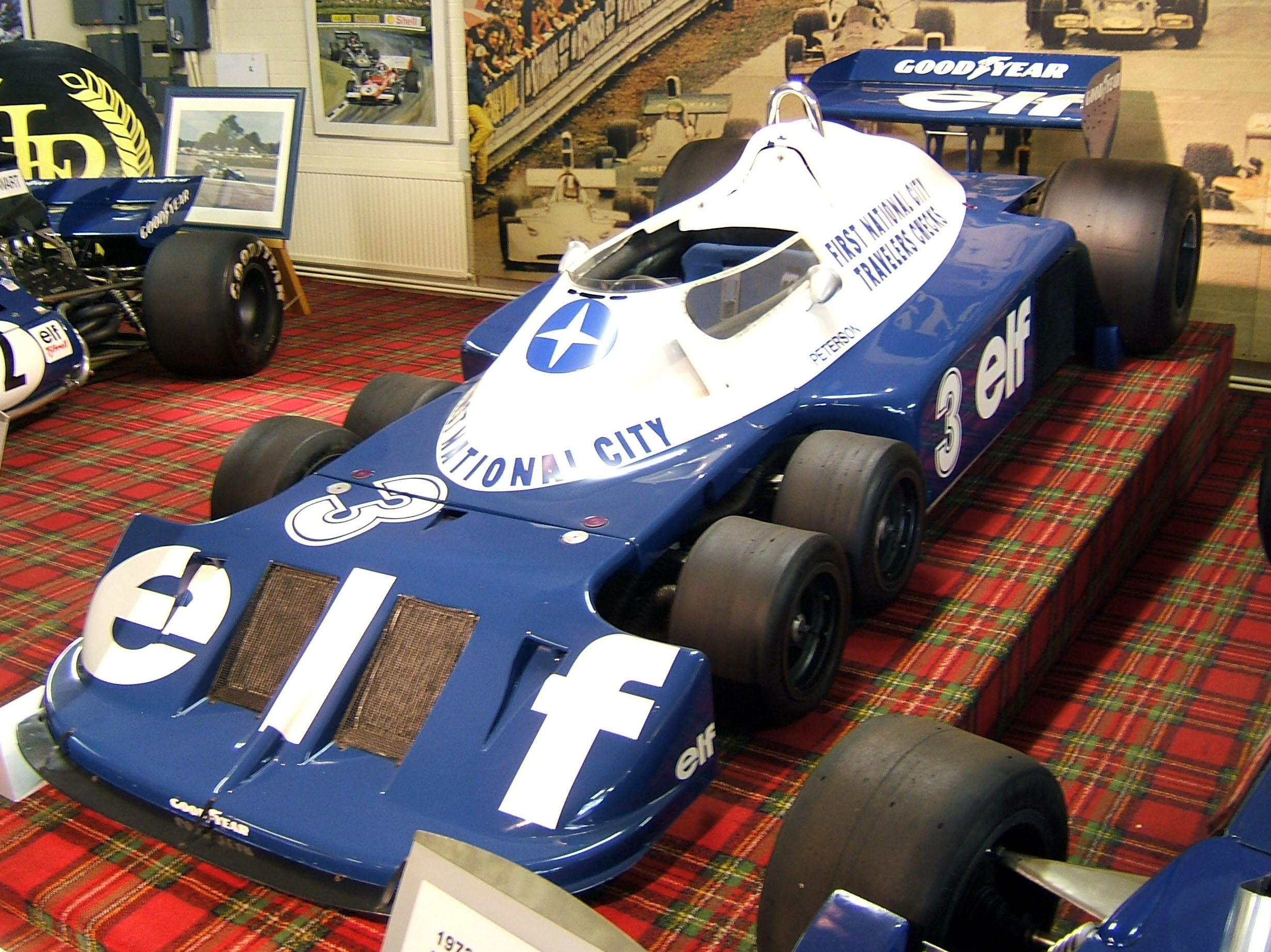
P34/1977フルカウル後期 フォード

- グラウンド・エフェクト型（1979年 - 1982年）

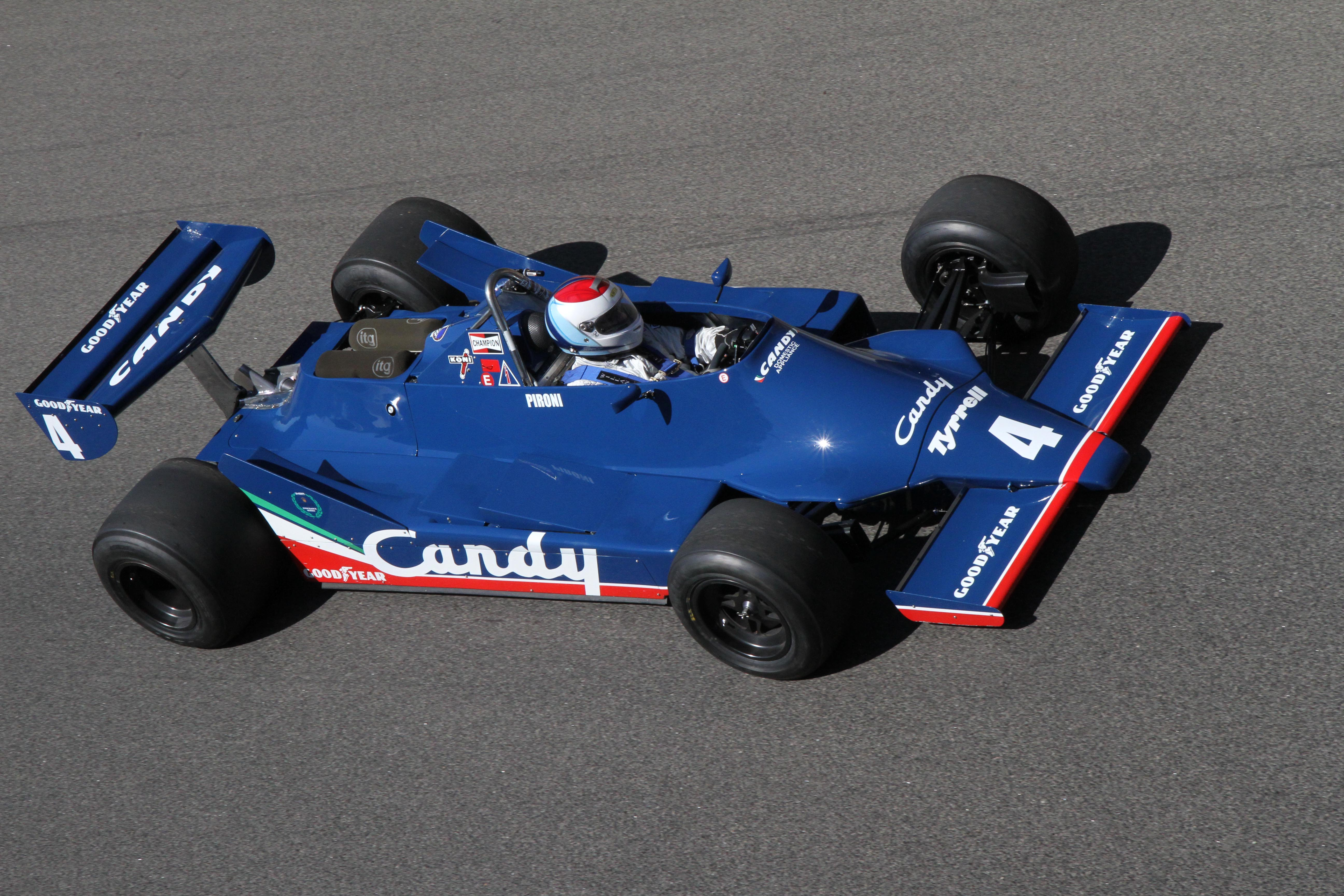
009 フォード
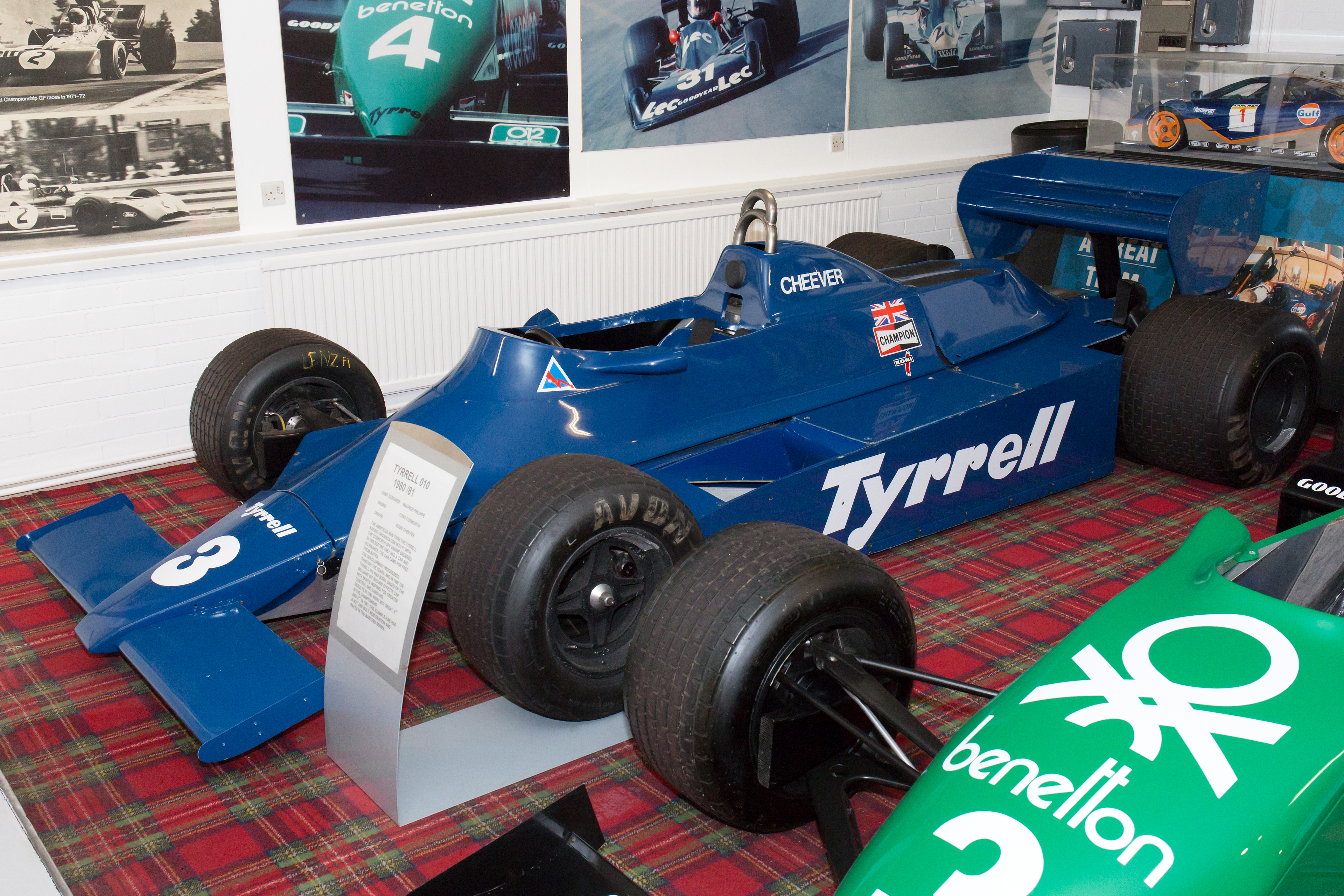
010 フォード
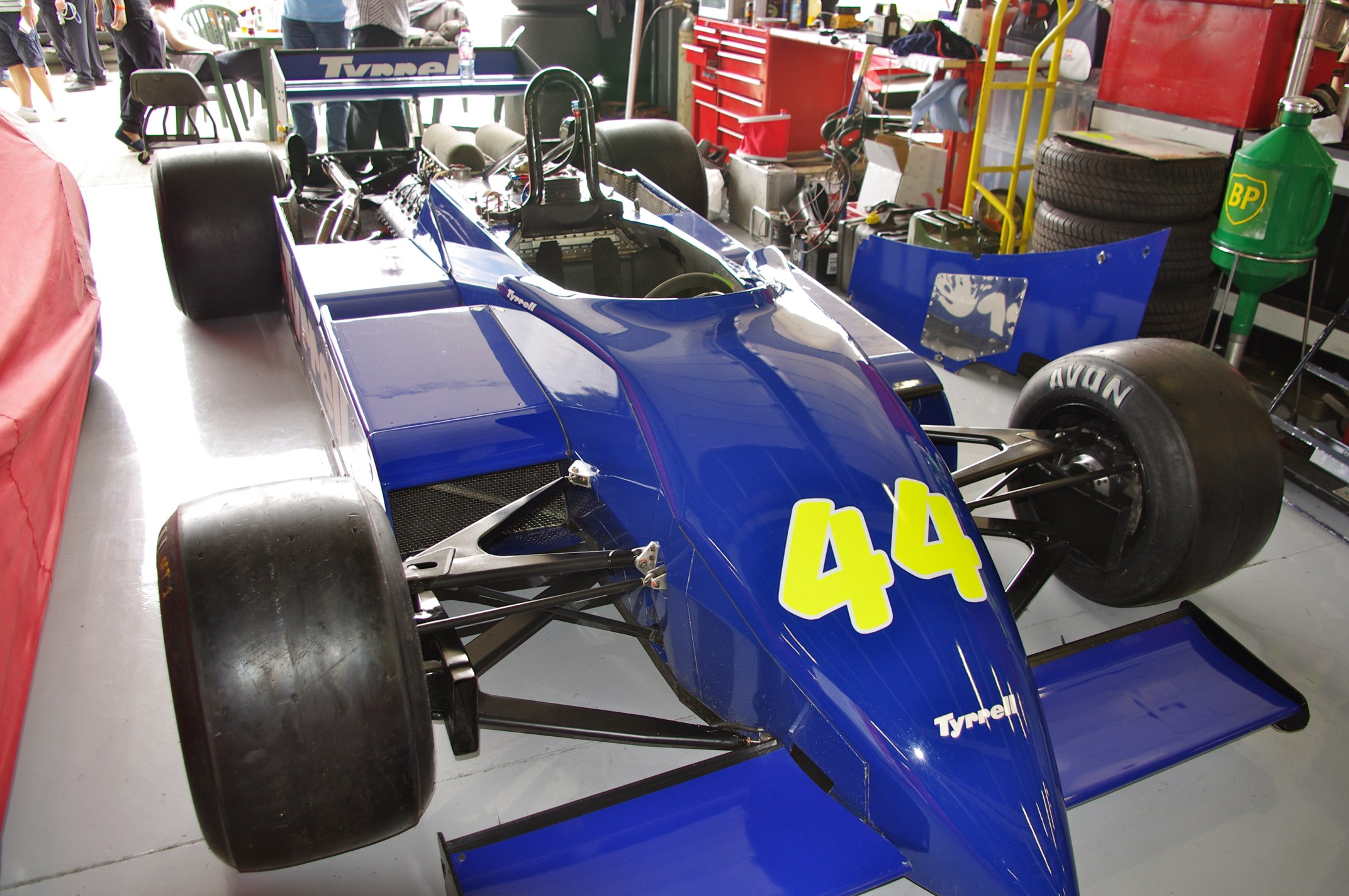
011 フォード

- ハイノーズ型（1990年 - 1993年, 1996年 - 1998年）

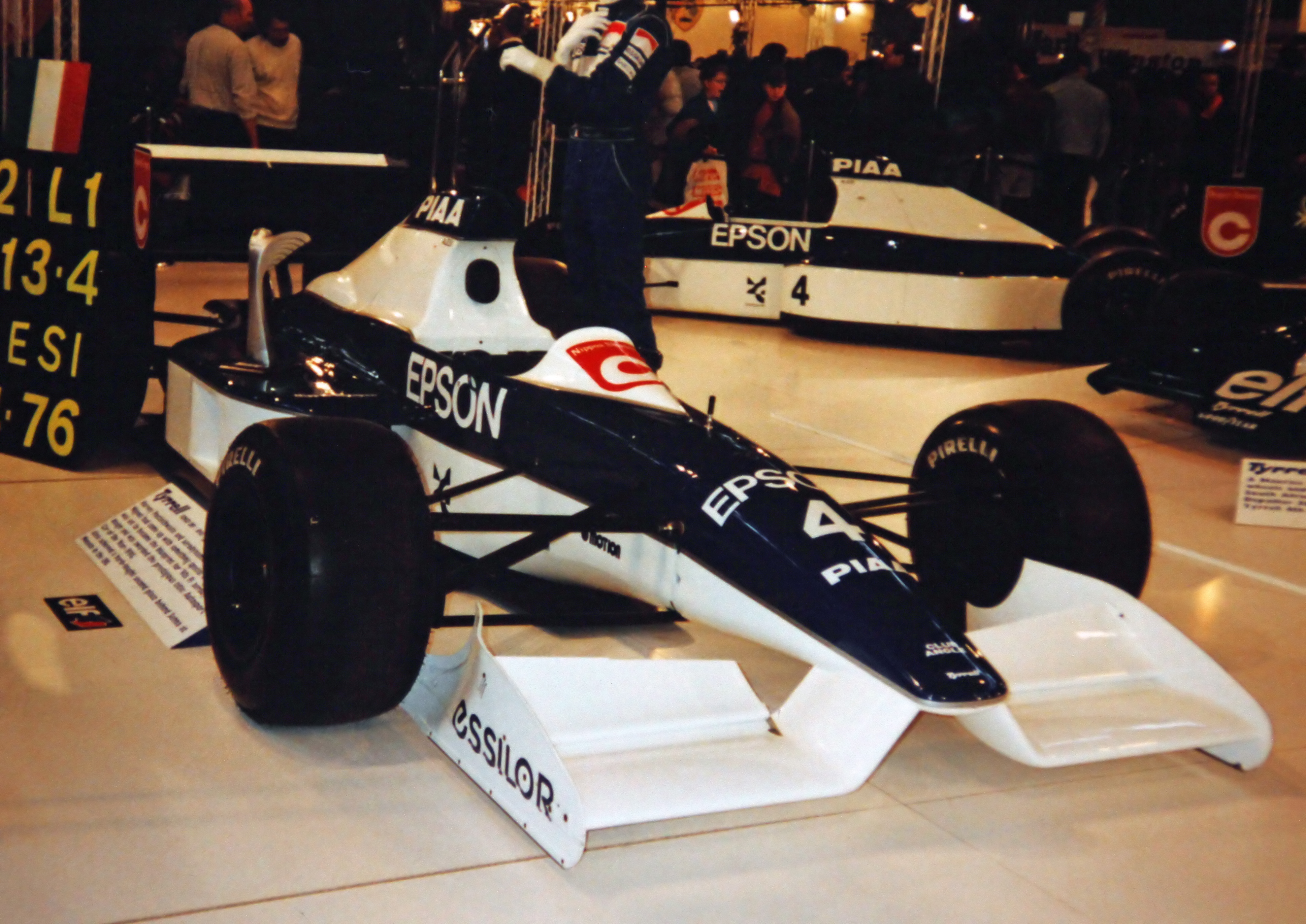
019 フォード
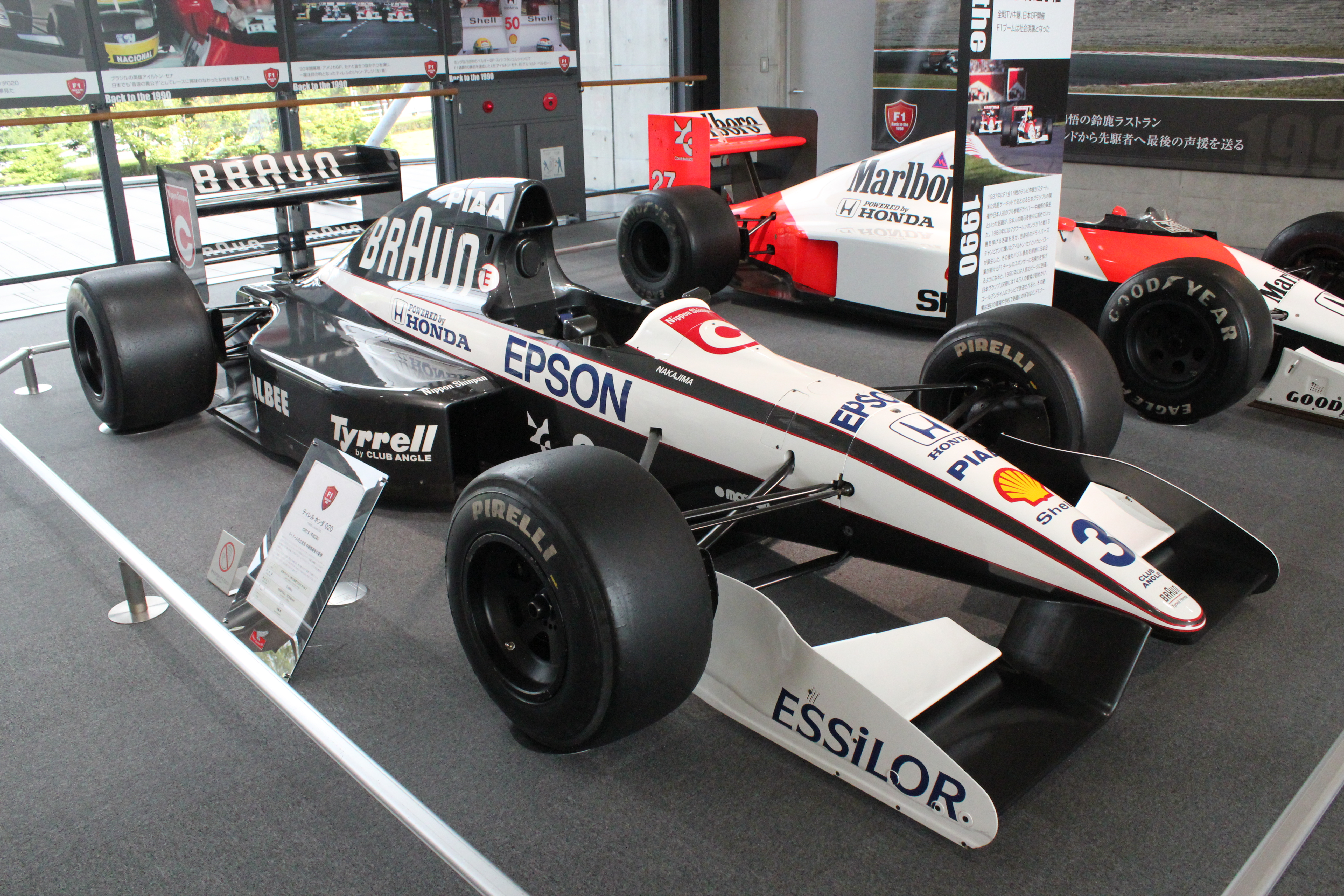
020 ホンダ
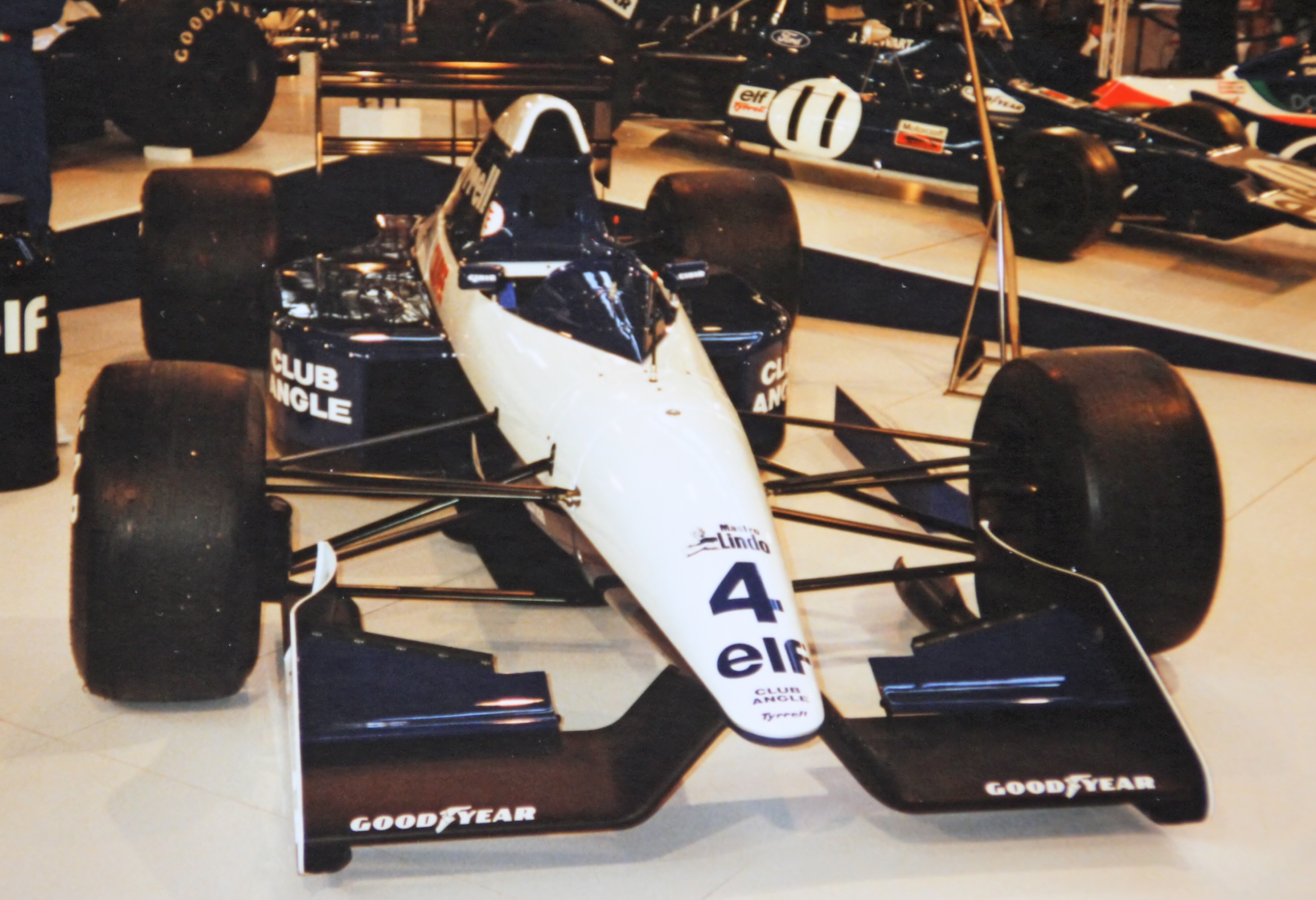
020B イルモア
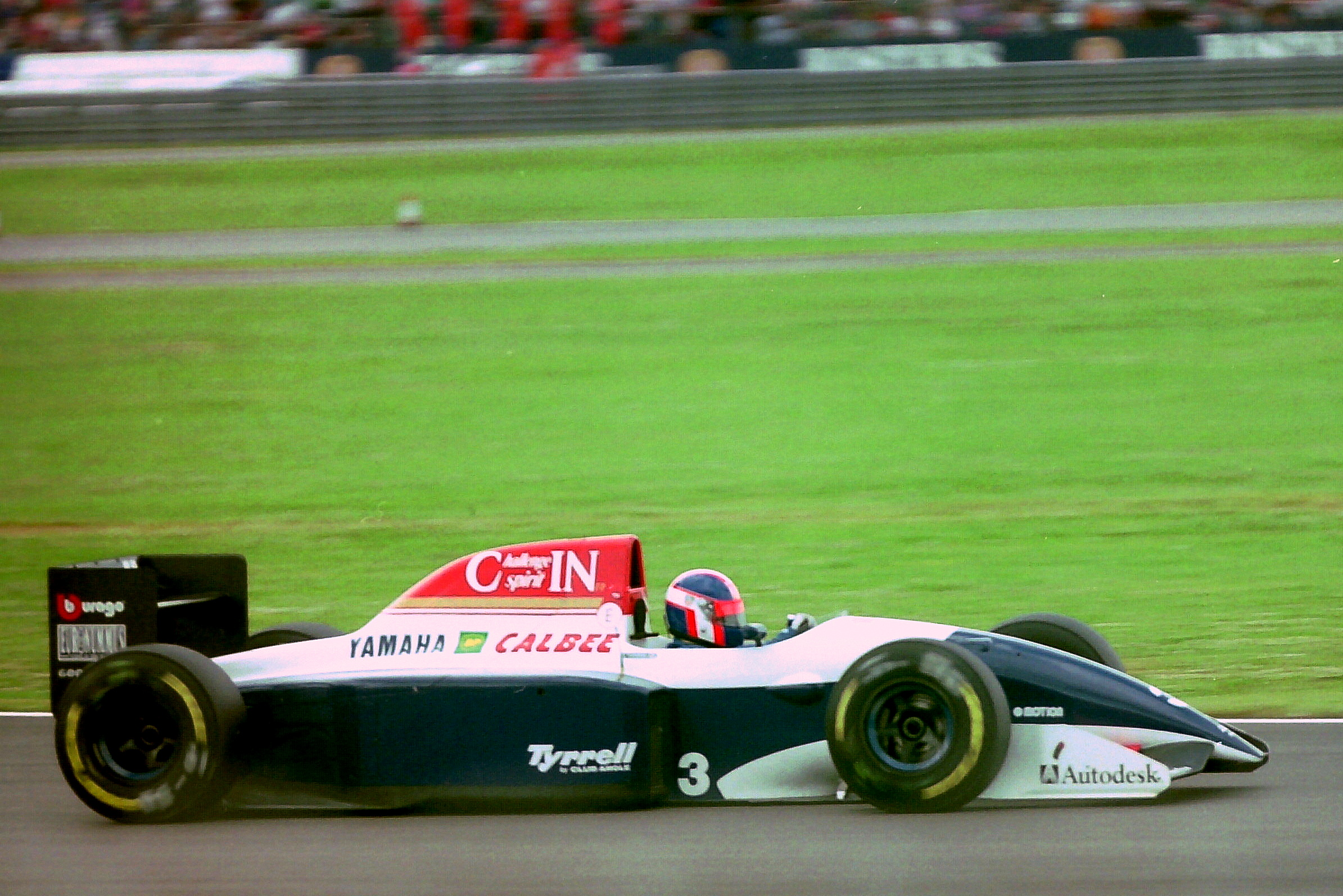
020C ヤマハ
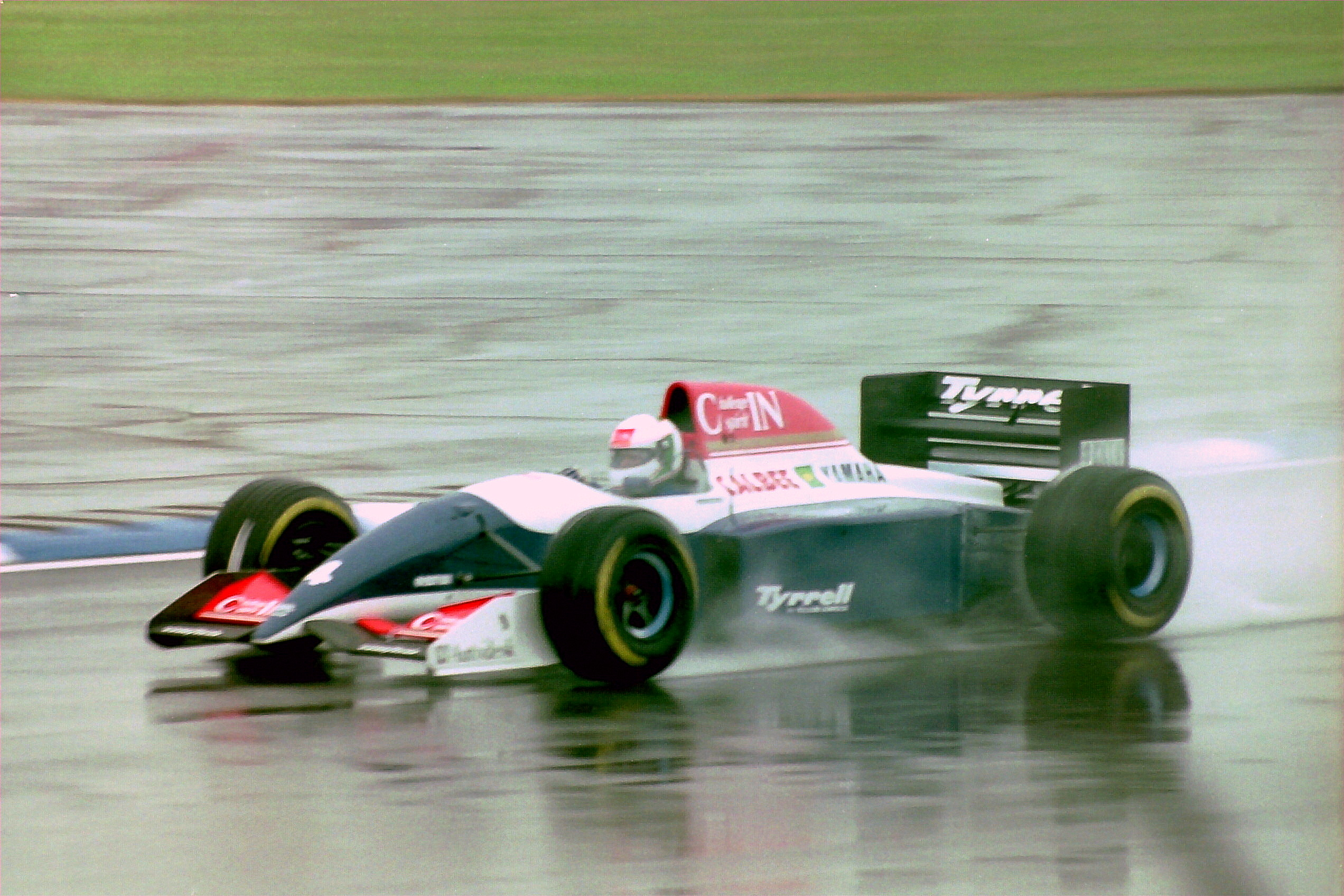
021 ヤマハ
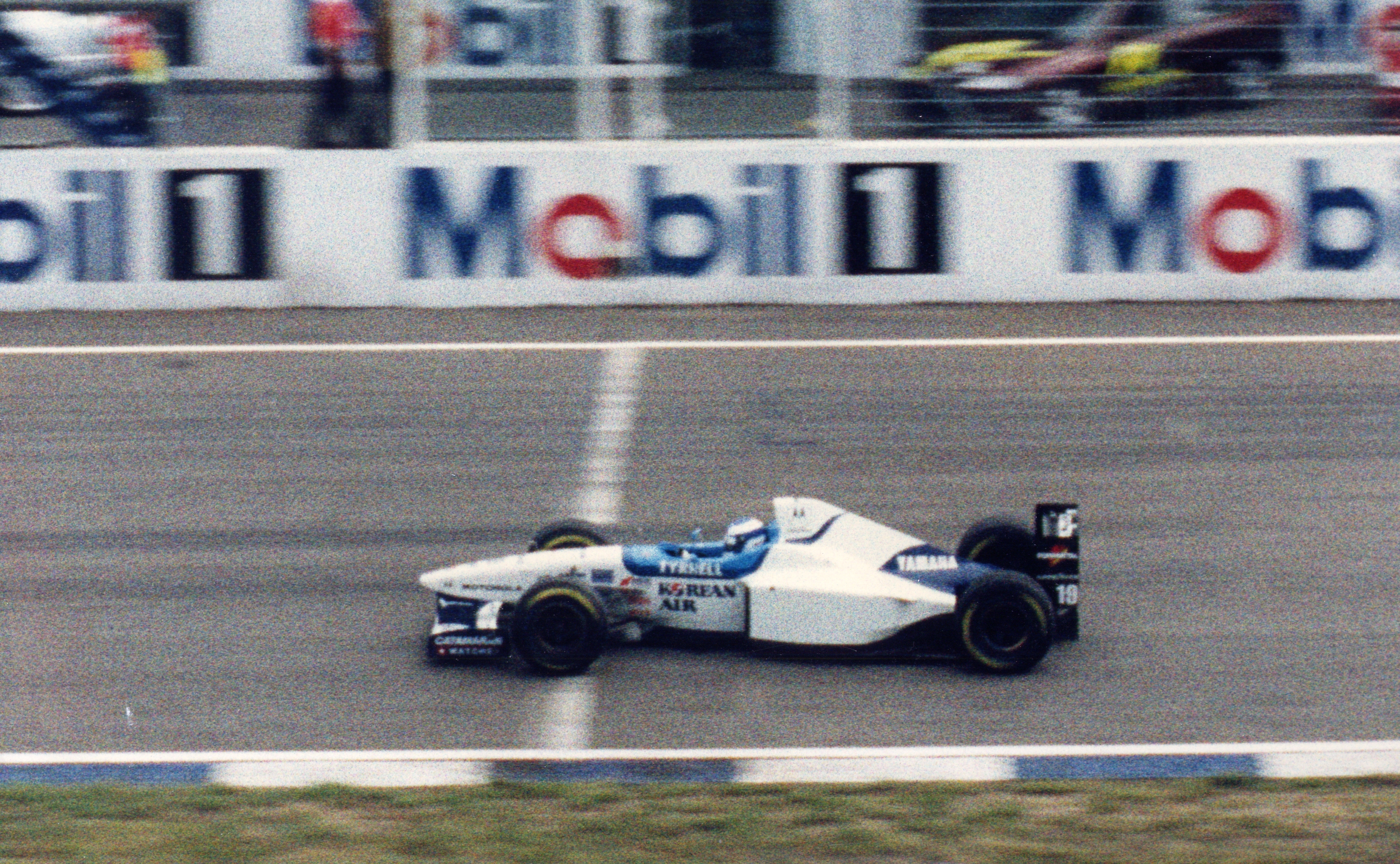
024 ヤマハ
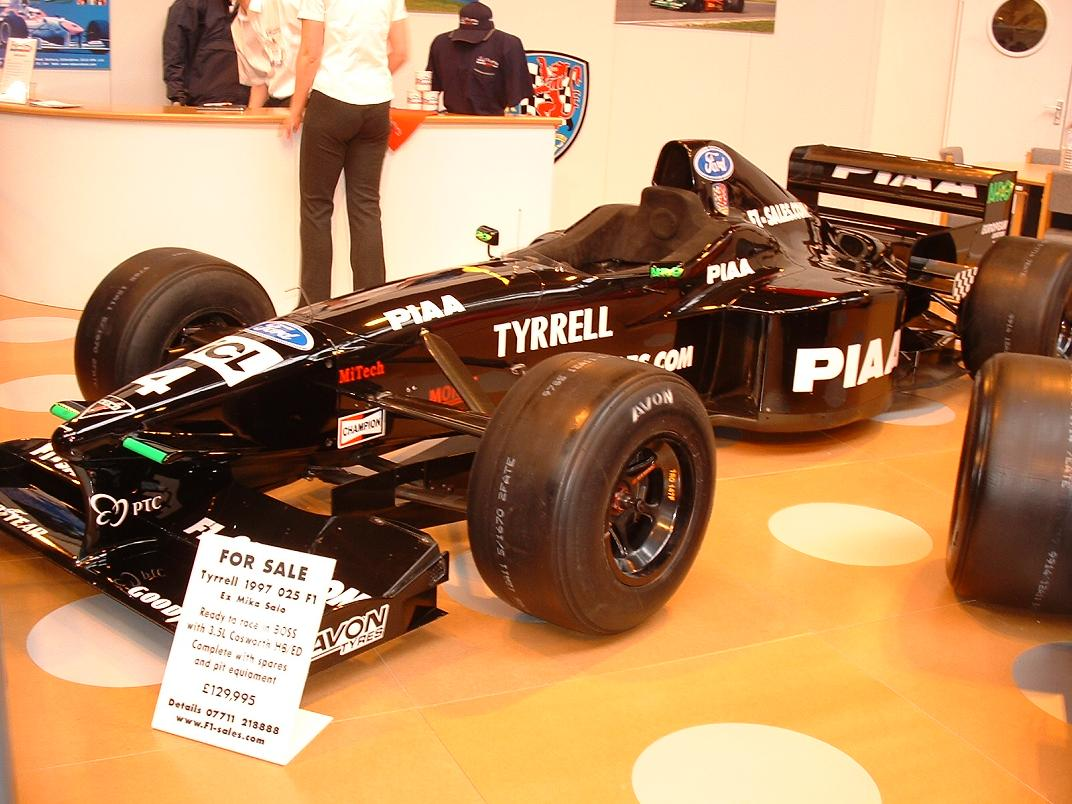
025黒色仕様 フォード
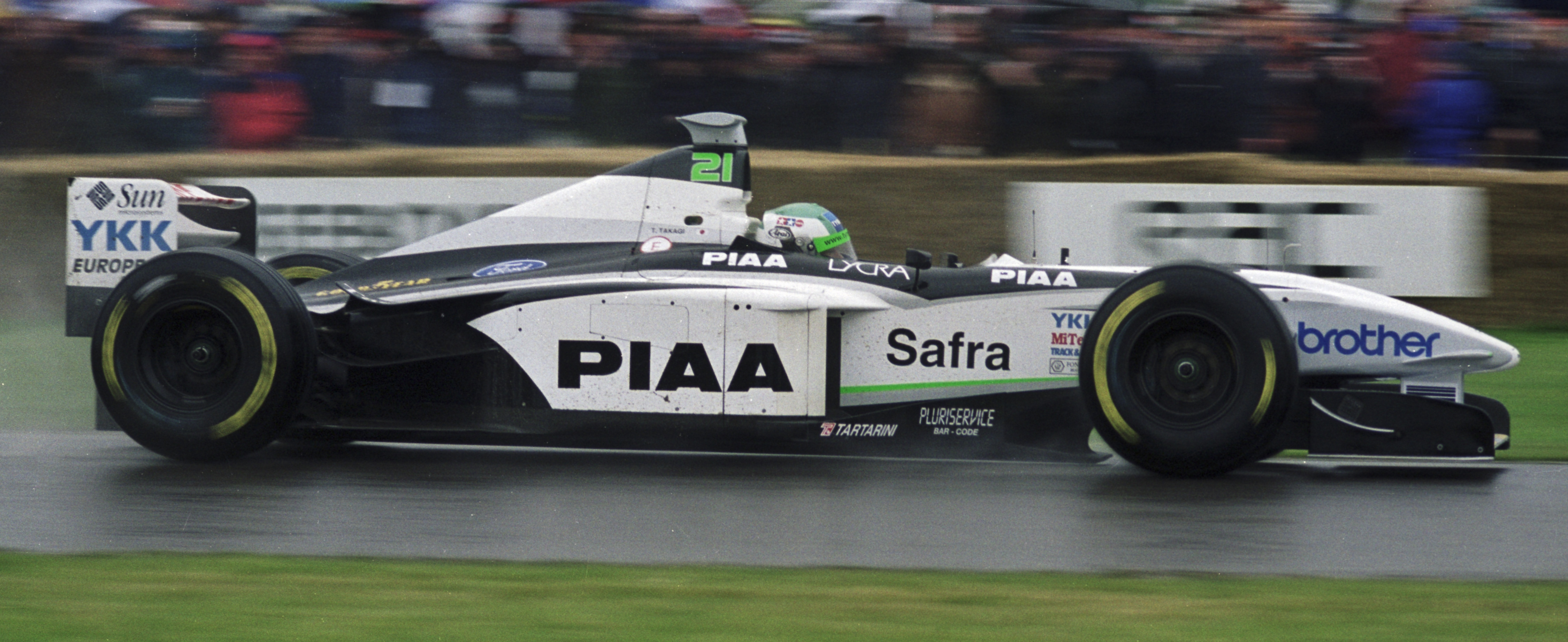
026 フォード